# Rundbogenstil

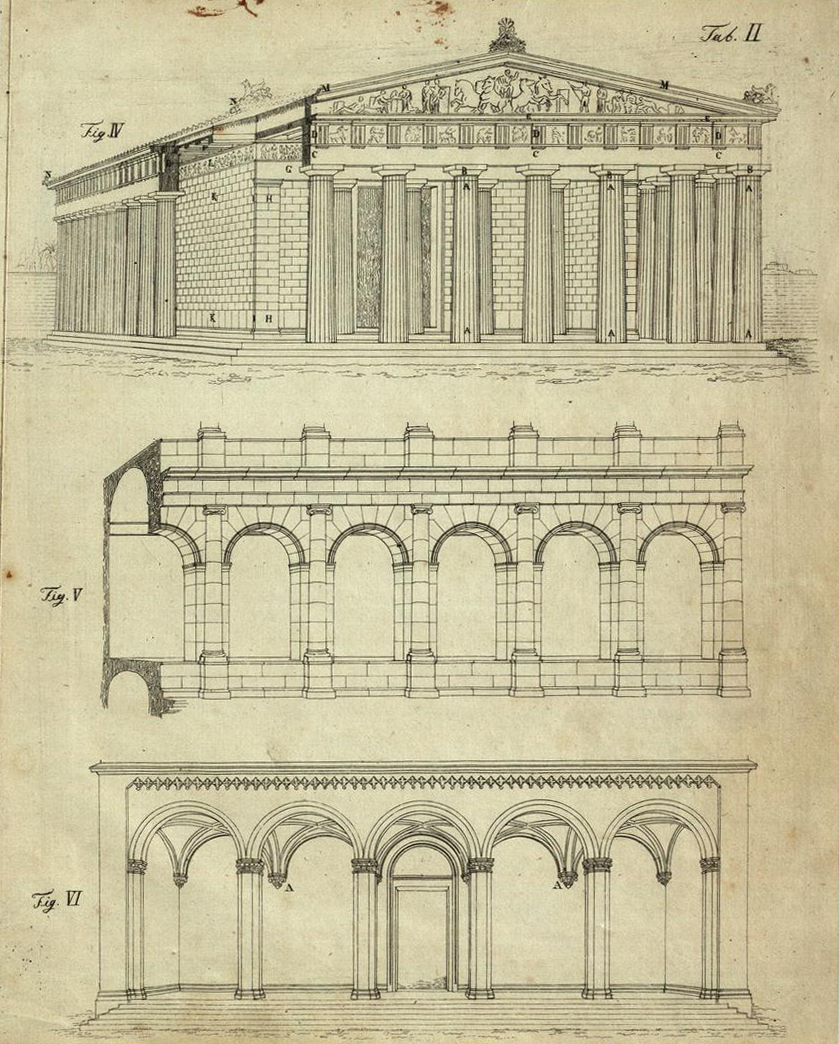
Placă de la În ce stil ar trebui să construim? de Heinrich Hübsch (1828)

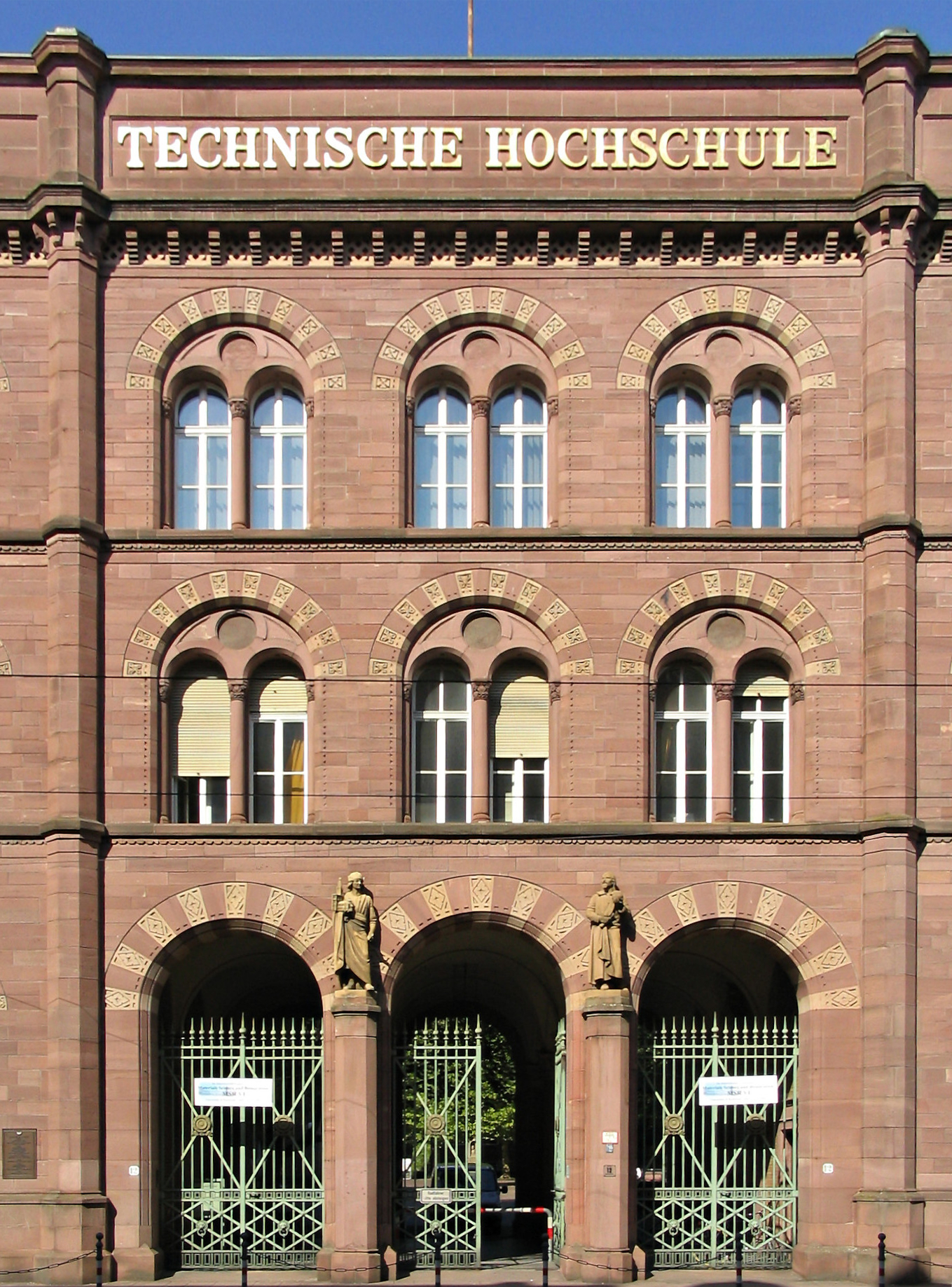
Intrarea în clădirea principală a Politehnicii Karlsruhe (Heinrich Hübsch, 1833–35)

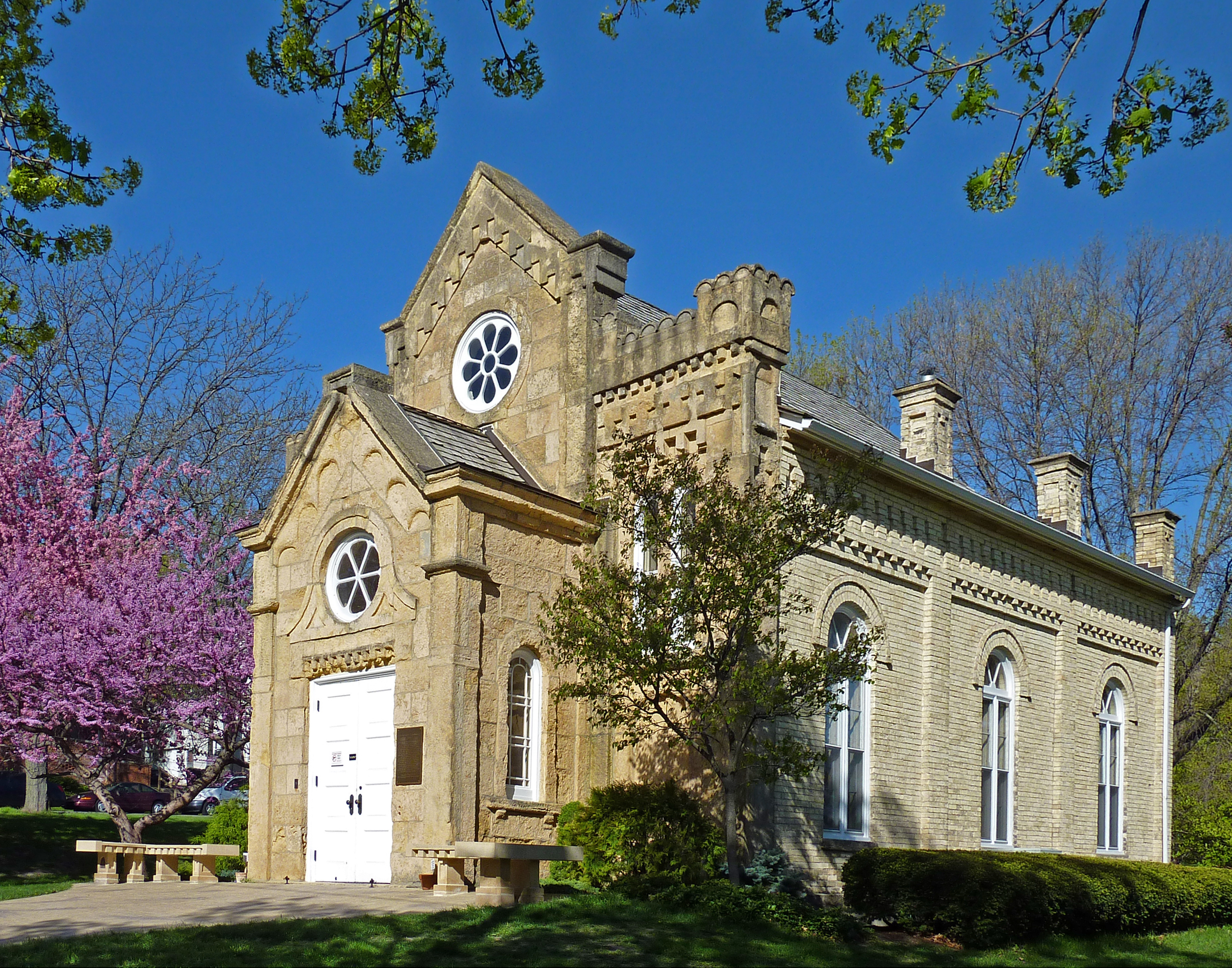
Sinagoga Gates of Heaven din Madison, Wisconsin (August Kutzbock, 1863)

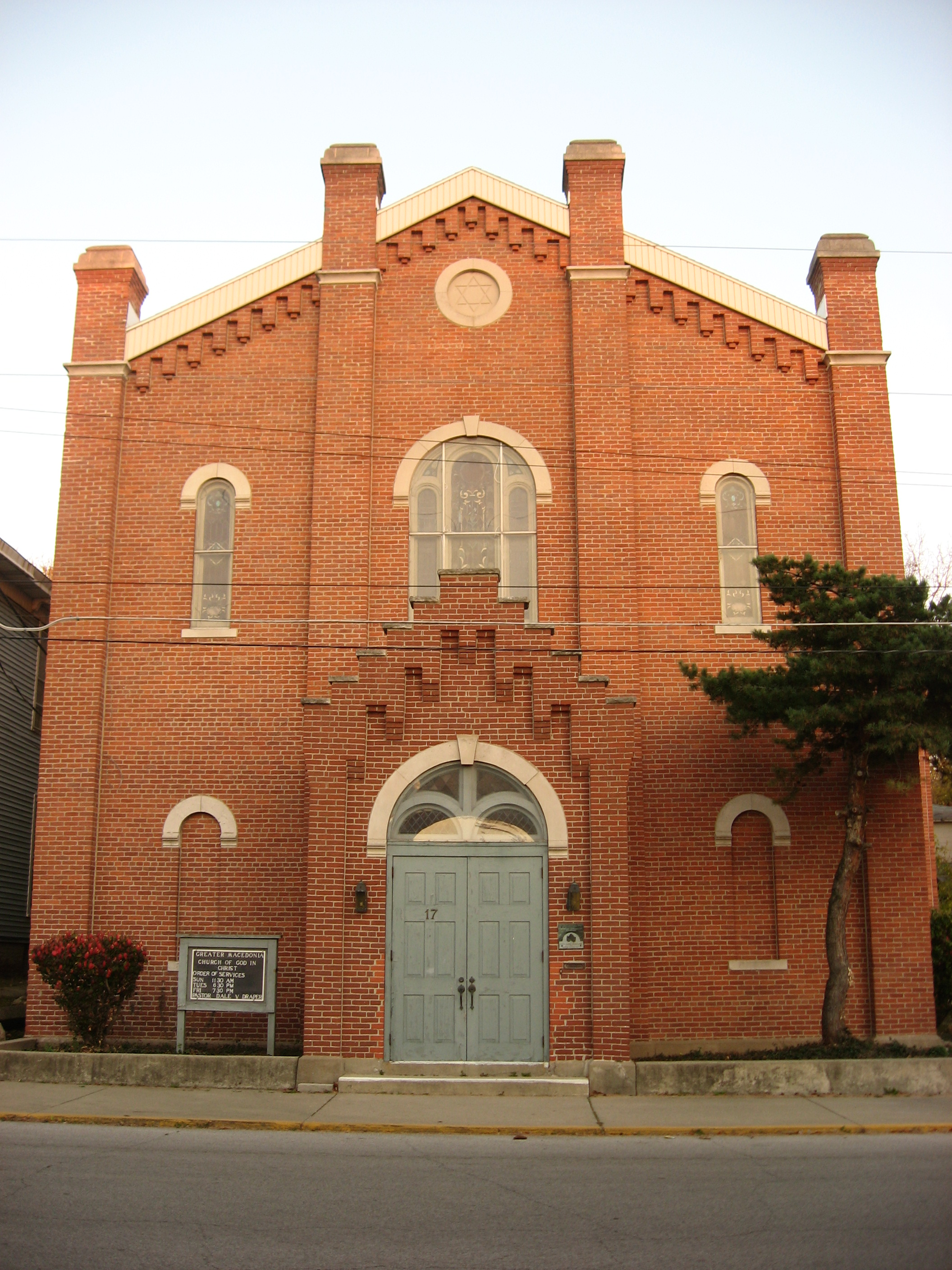
Templul Israel din Lafayette, Indiana, 1867

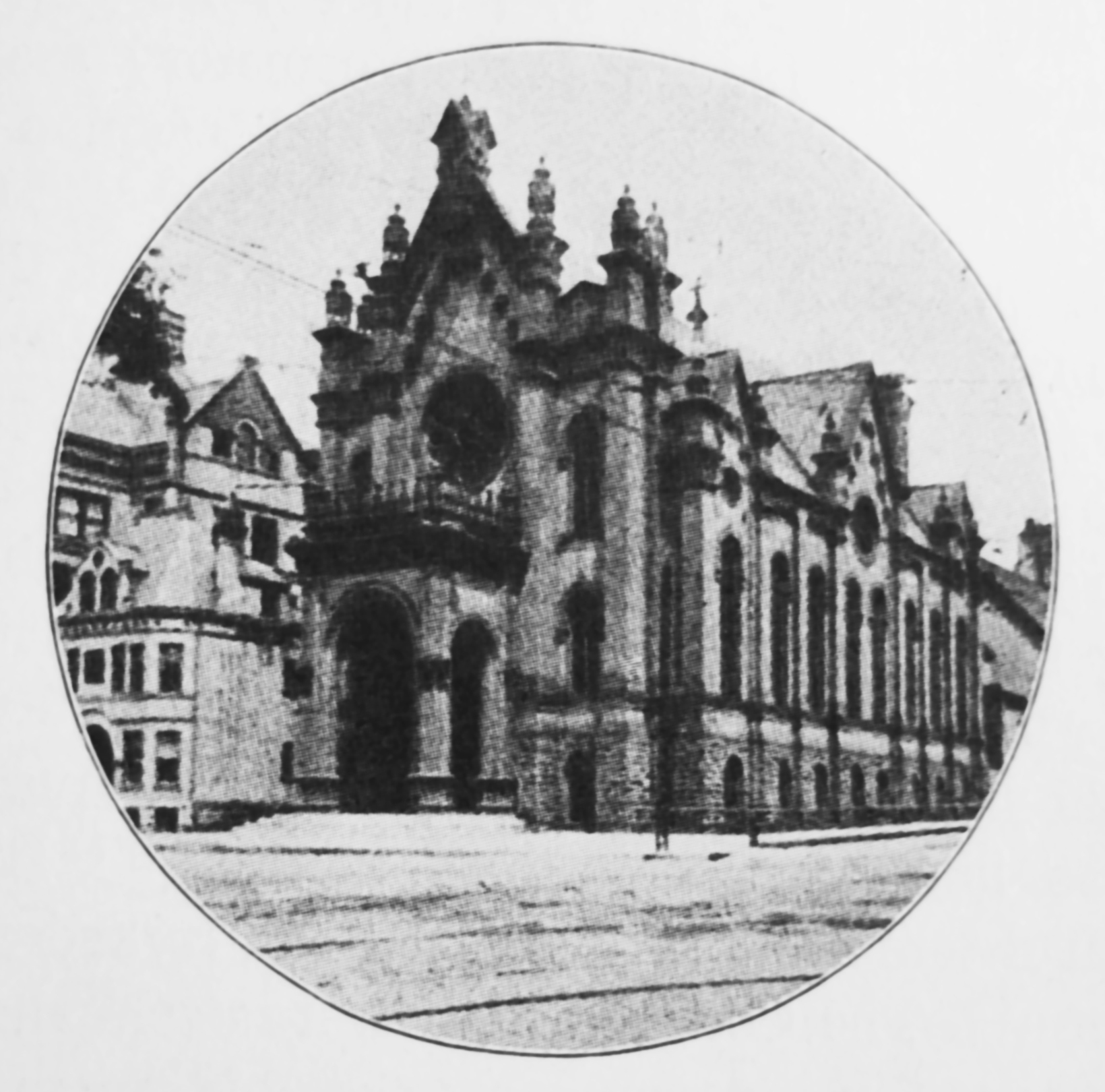
Templul Emanu-El din Milwaukee, Wisconsin (1872)

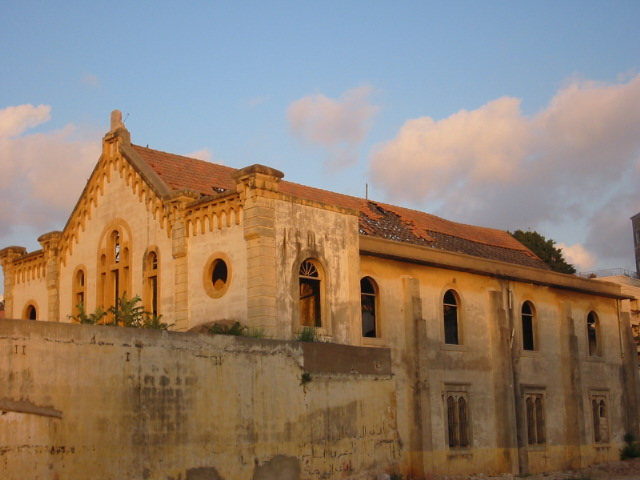
Sinagoga Maghen Abraham din Beirut, Liban (1925)

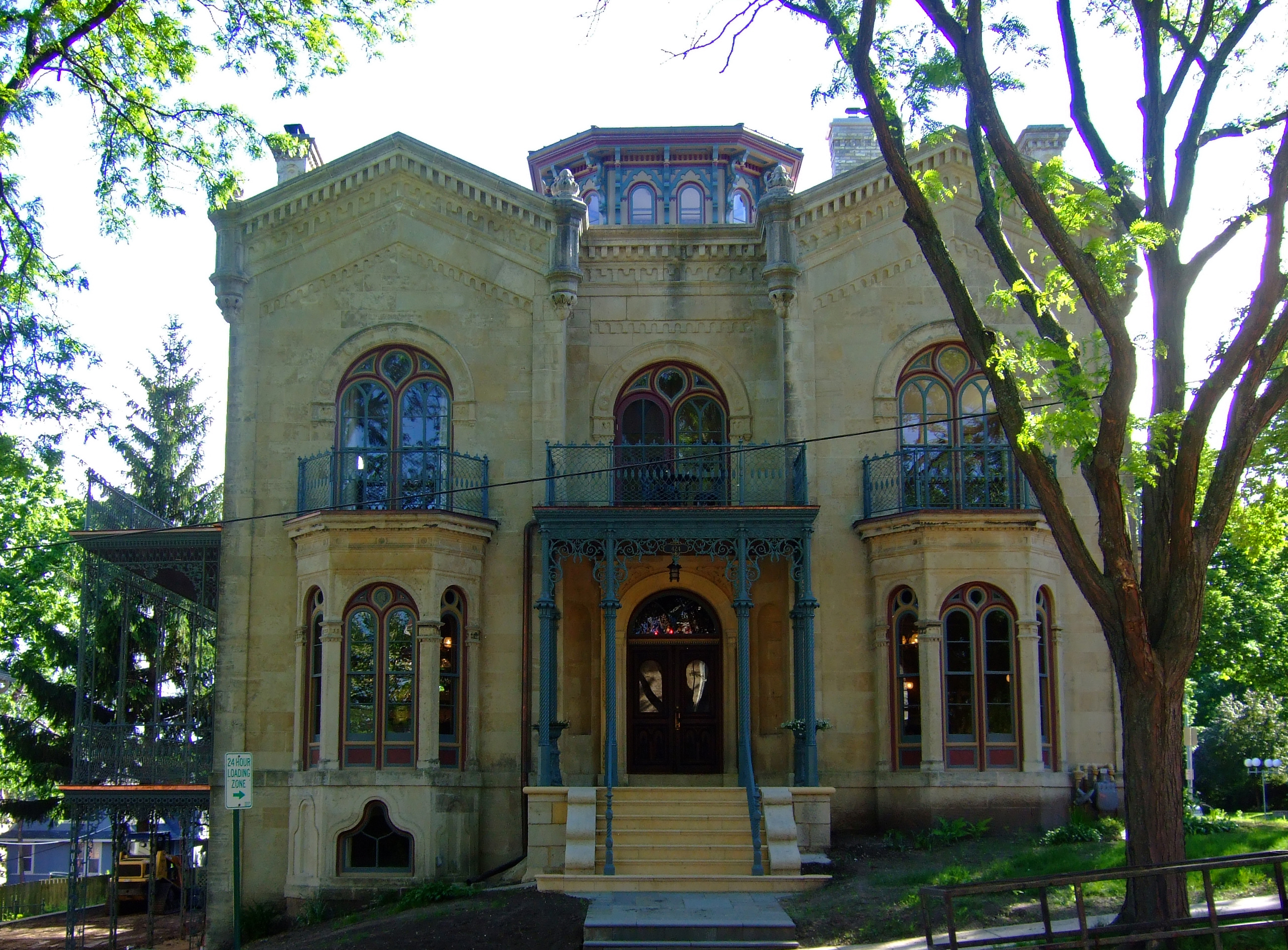
Casa Carrie Pierce din Madison, Wisconsin (August Kutzbock și Samuel Donnel, 1857)

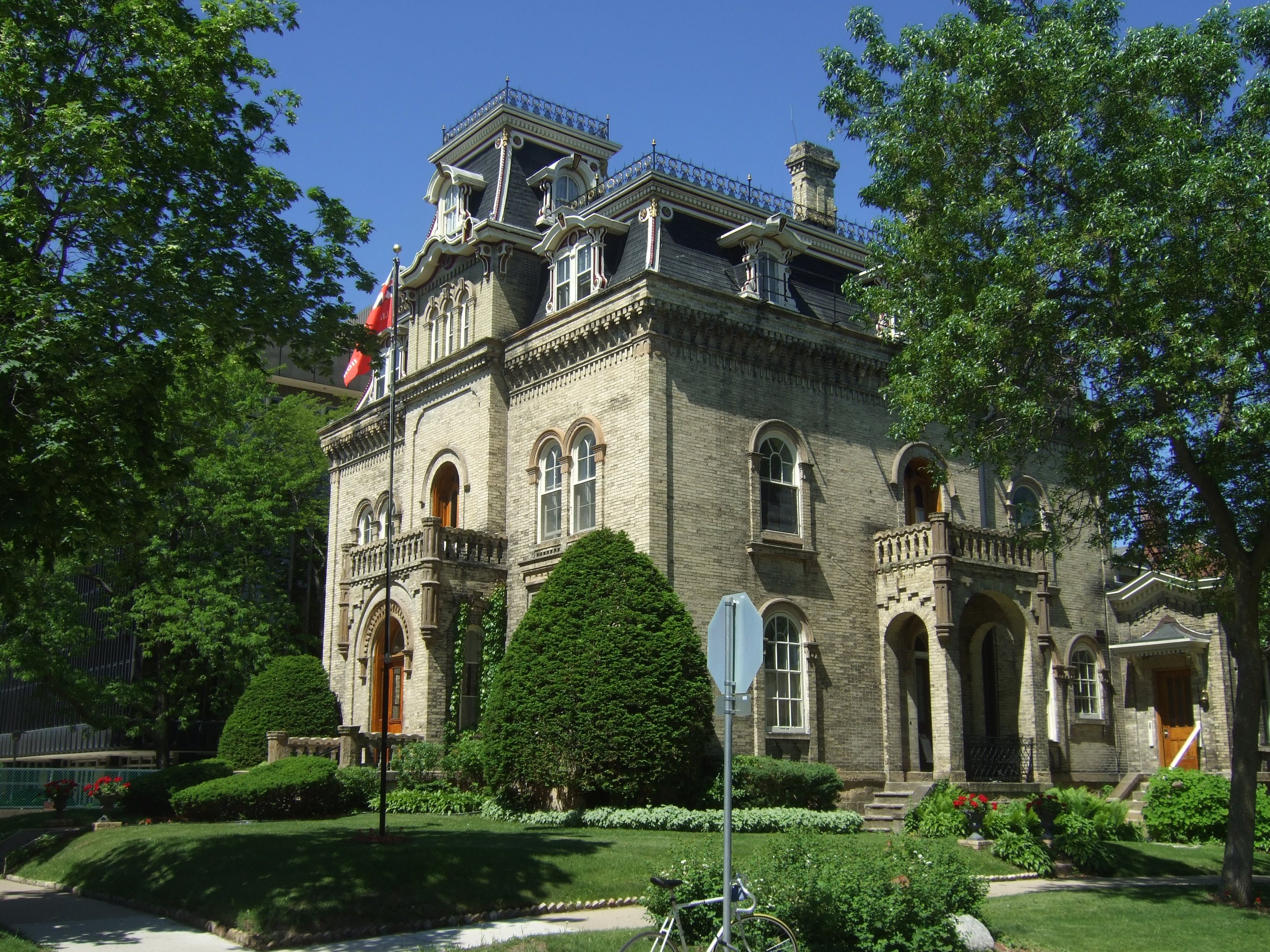
Casa Van Slyke din Madison, Wisconsin (1857 și 1870)

Rundbogenstil (stilul arcadelor rotunde) este un stil arhitectural de renaștere istorică din secolul al XIX-lea, popular în țările germanofone și în diaspora germană. Combină elemente ale arhitecturii bizantine, romanice și renascentiste cu motive stilistice specifice. Rundbogenstil reprezintă o ramură germană a arhitecturii neoromanice, folosită uneori și în alte țări.

## Istorie și descriere
Stilul a fost creația deliberată a arhitecților germani care căutau un stil național german de arhitectură, în special Heinrich Hübsch (1795–1863). A apărut în Germania ca un răspuns și o reacție împotriva stilului neogotic care ieșise în prim-plan la sfârșitul secolului al XVIII-lea și începutul secolului al XIX-lea. Prin adoptarea fațadei netede a arhitecturii bisericești antice târzii și medievale, ea și-a propus să extindă și să dezvolte simplitatea nobilă și grandoarea liniștită a neoclasicismului, mergând în același timp într-o direcție mai potrivită pentru ascensiunea industrialismului și apariția naționalismului german. Semnele distinctive ale stilului, pe lângă arcurile rotunjite de la care își ia numele, includ „sprâncene” deasupra ferestrelor și crenelarea inversată sub streașină.
Rundbogenstil a fost utilizat pentru mai multe gări, inclusiv cele din Karlsruhe, Leipzig, München, Tübingen și Völklingen. Acestea erau de obicei "gări de primă generație" (construite între 1835 și 1870); unele au fost demolate pentru a fi înlocuite cu clădiri mai mari. Gările din Tübingen și Völklingen sunt încă existente, în timp ce Bayerischer Bahnhof din Leipzig este parțial păstrată.
Rundbogenstil a fost utilizat pe scară largă și în arhitectura sinagogilor. Prima sinagogă în acest stil a fost Sinagoga din Kassel, proiectată de Heinrich Hübsch împreună cu Albrecht Rosengarten, construită în orașul natal al lui Rosengarten, Kassel, Hesse-Kassel, în 1839. Un exemplu timpuriu în Statele Unite este Sinagoga Gates of Heaven din Madison, Wisconsin, construită în 1863 și proiectată de August Kutzbock, un imigrant din Bremen, Germania. Kutzbock a proiectat și clădiri laice în stil Rundbogenstil, cum ar fi Casa Carrie Pierce (1857) din Madison, restaurată în 2008 și transformată în hotel boutique, cunoscut sub numele de Mansion Hill Inn.
Arhitectura Rundbogenstil a avut o influență semnificativă în Anglia, unde clădirile lui Alfred Waterhouse pentru ceea ce este acum cunoscut sub numele de Muzeul de Istorie Naturală (inițial Colecția de Istorie Naturală a Muzeului Britanic) din Londra reflectă o emulare directă și conștientă a acestui stil.

## Sinagogi germane înRundbogenstil

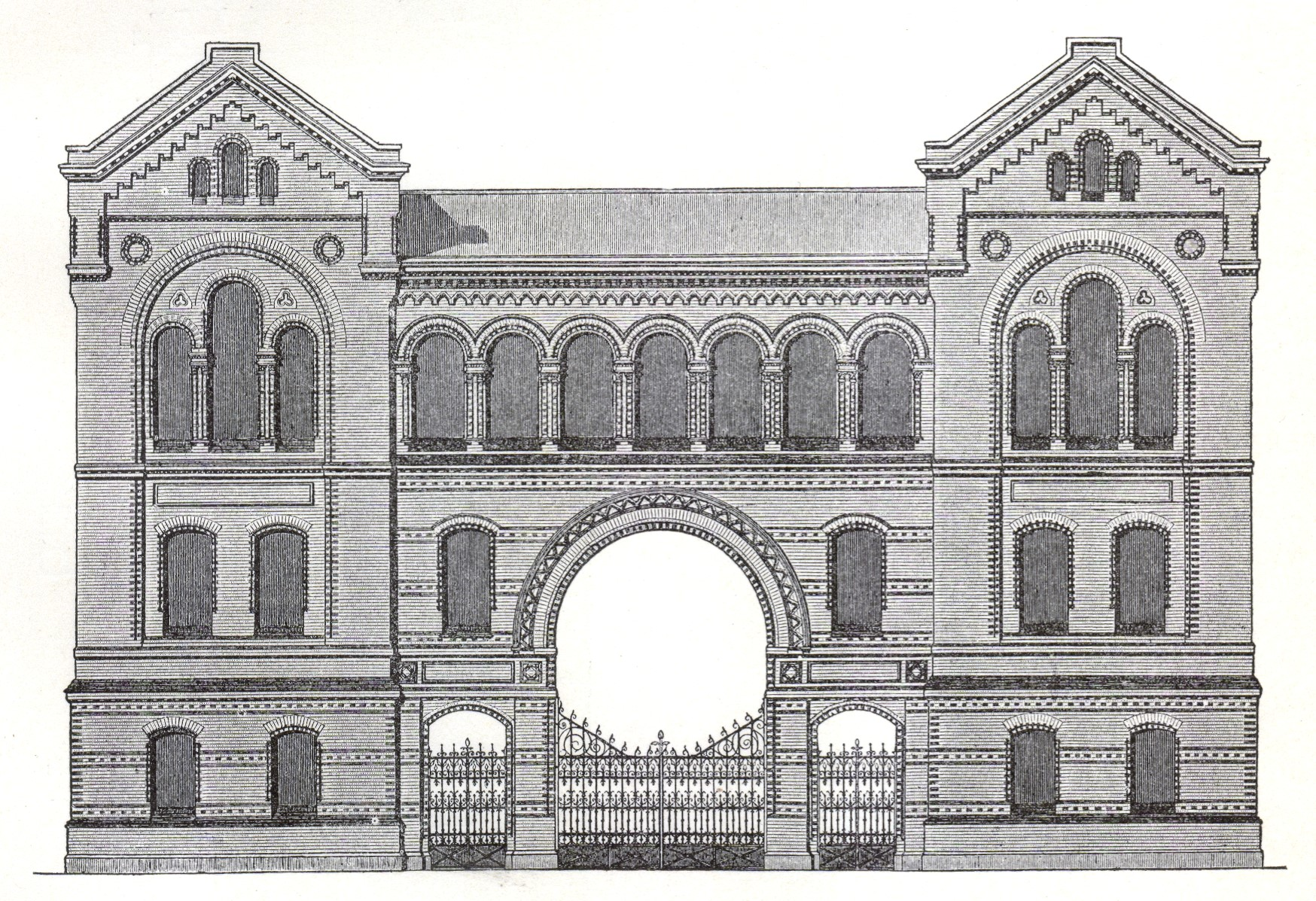
Berlin Lindenstrasse (1890–91)
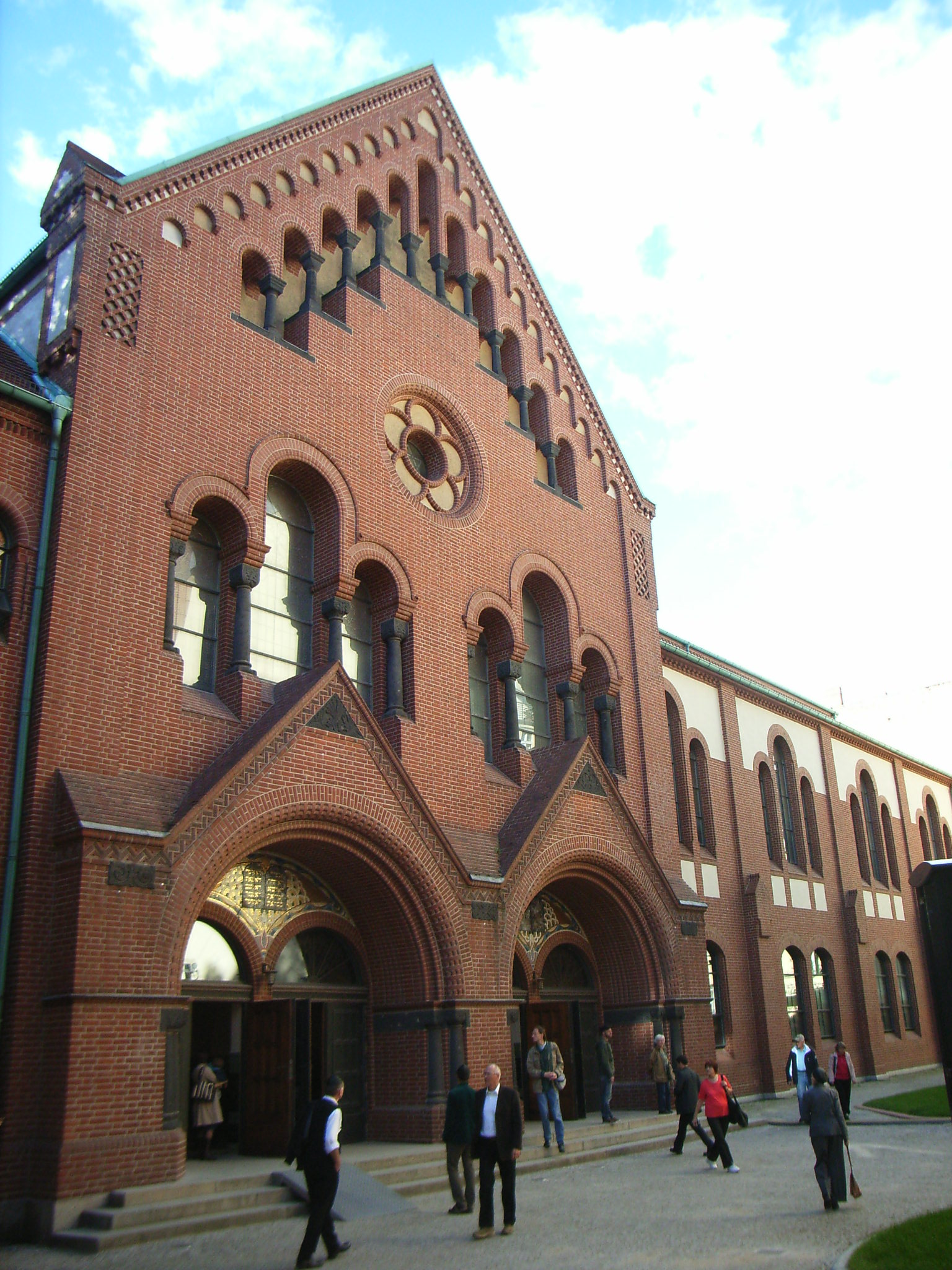
Berlin Rykestrasse (1904)
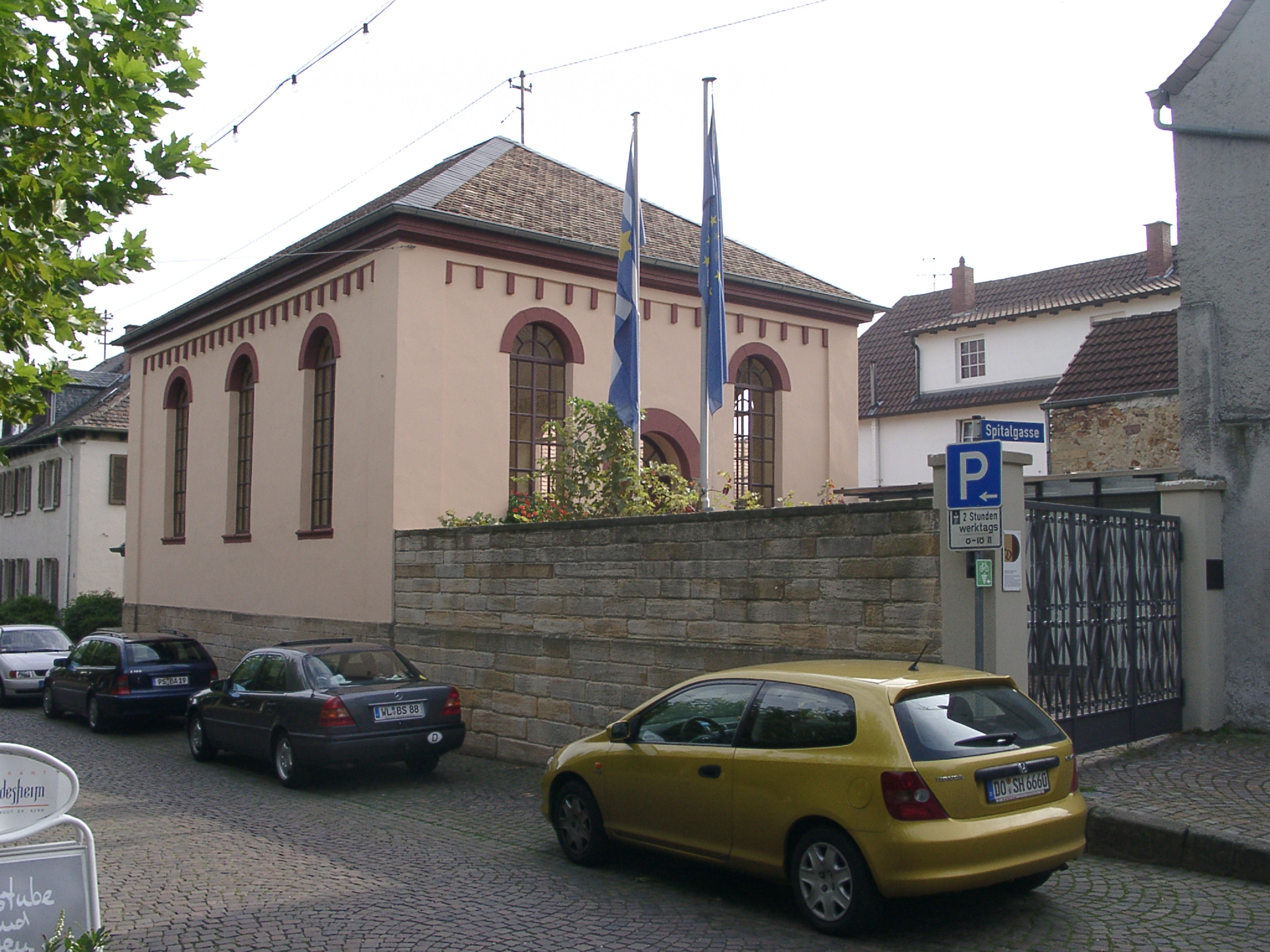
Deidesheim (1854)
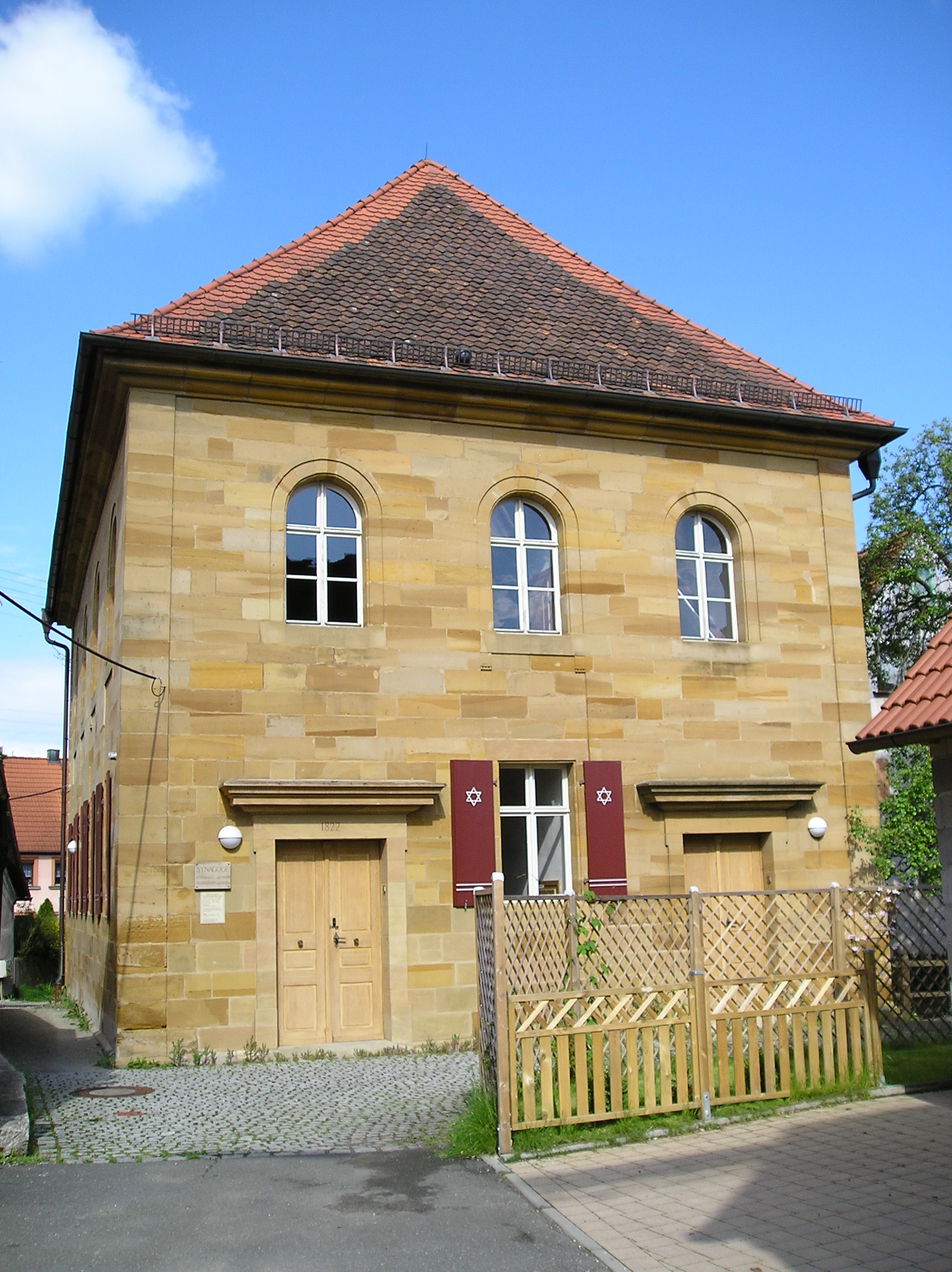
Ermreuth
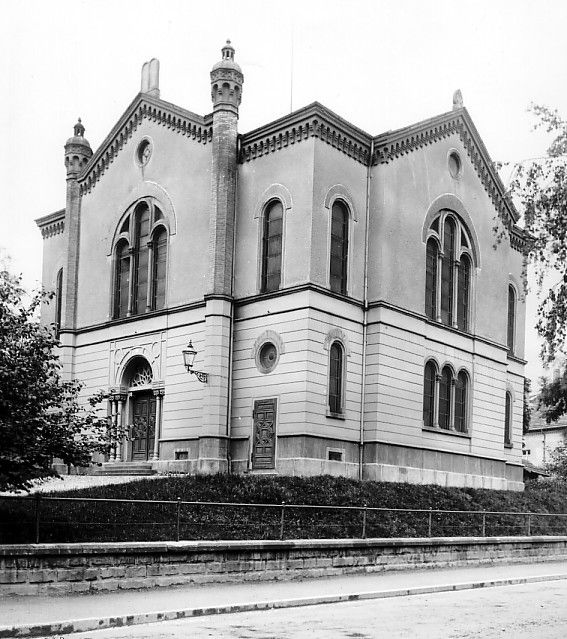
Freiburg (1870)
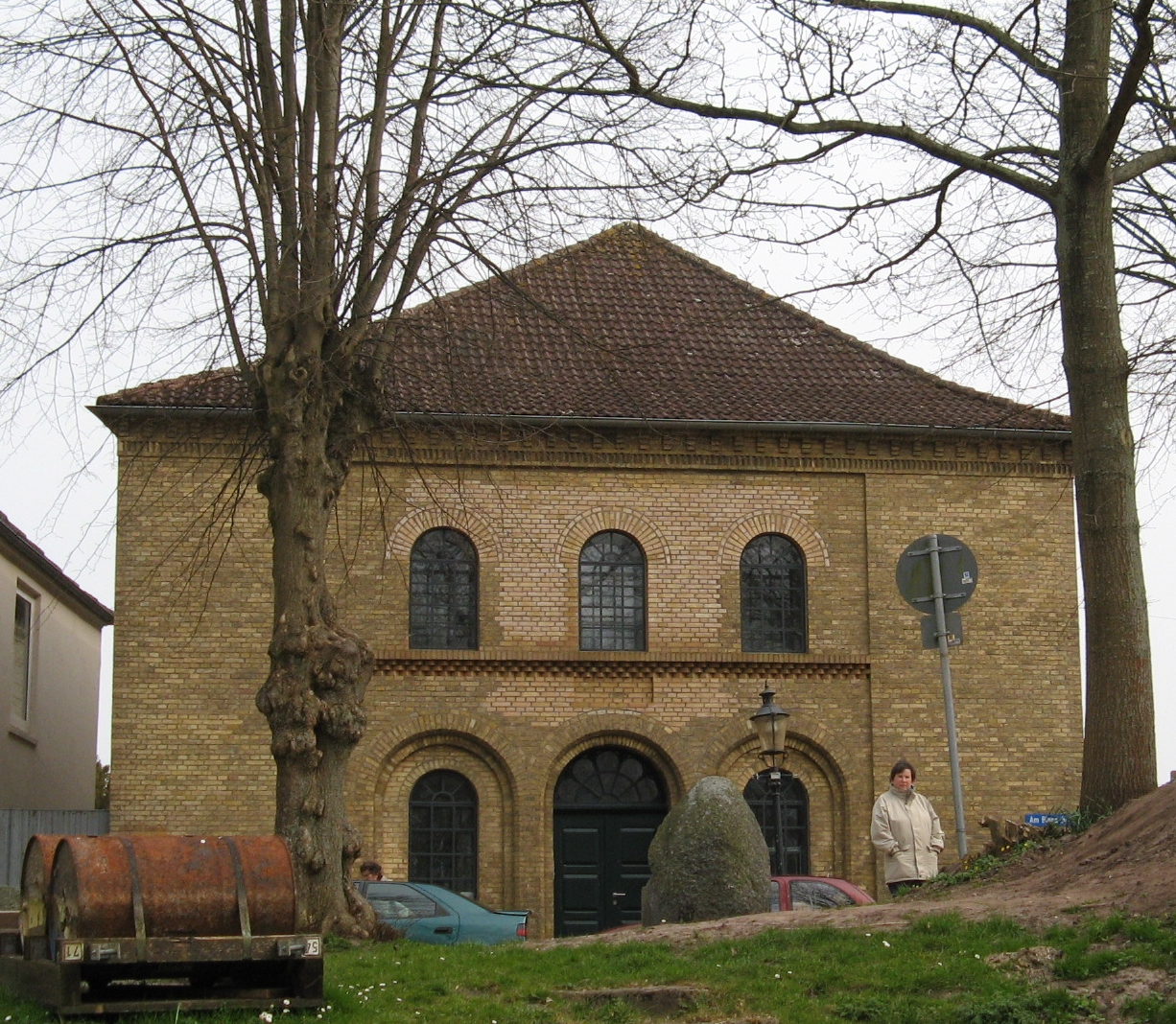
Friedrichstadt (1845)
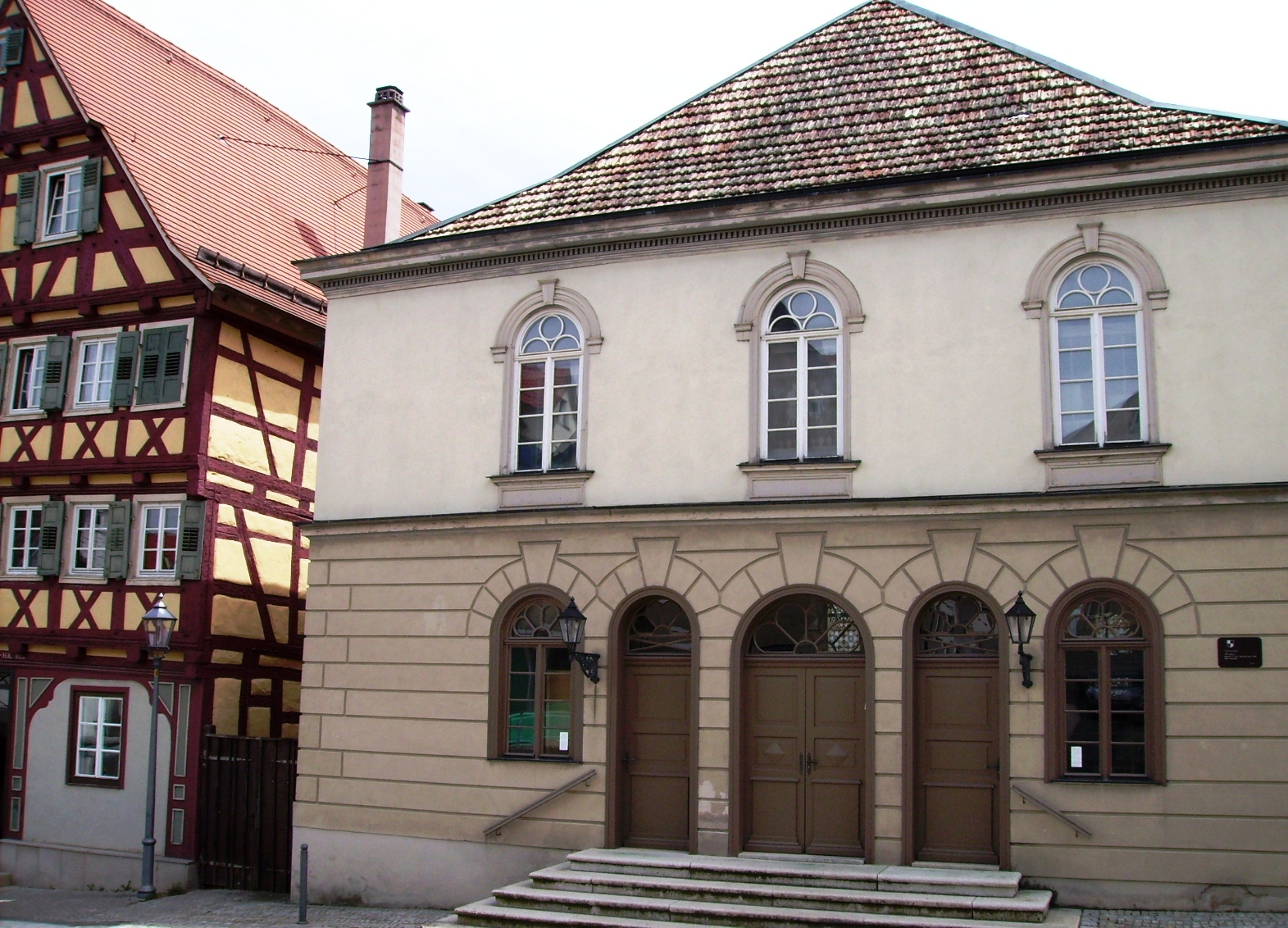
Hechingen (1850–52; fațada 1881)
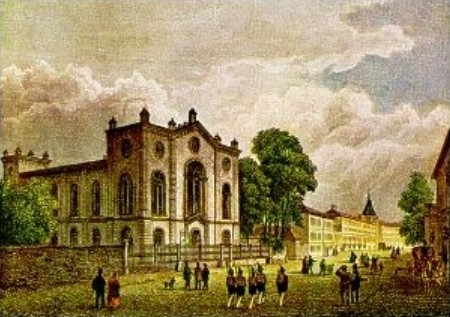
Kassel (1839)
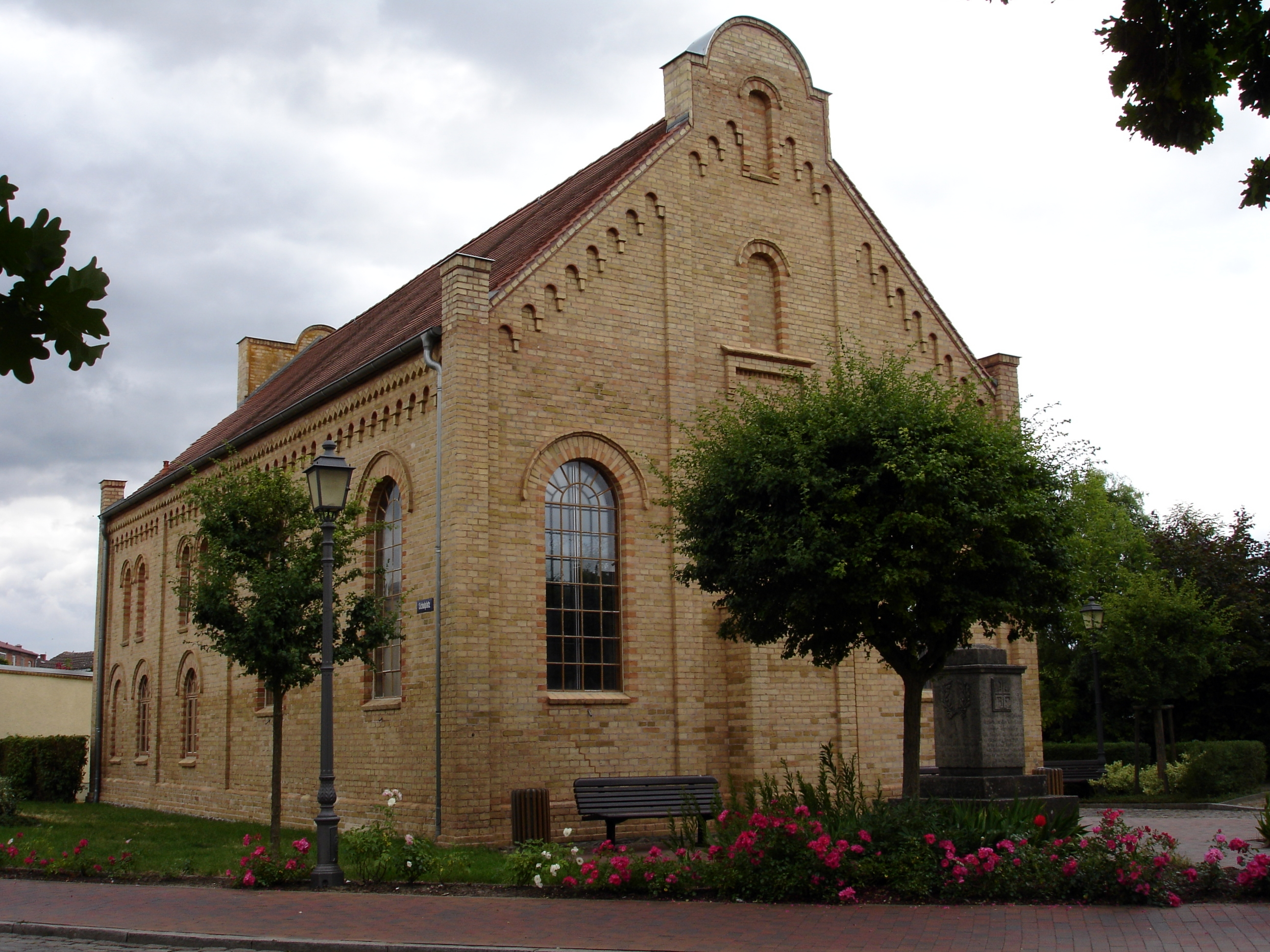
Krakow am See (1866)
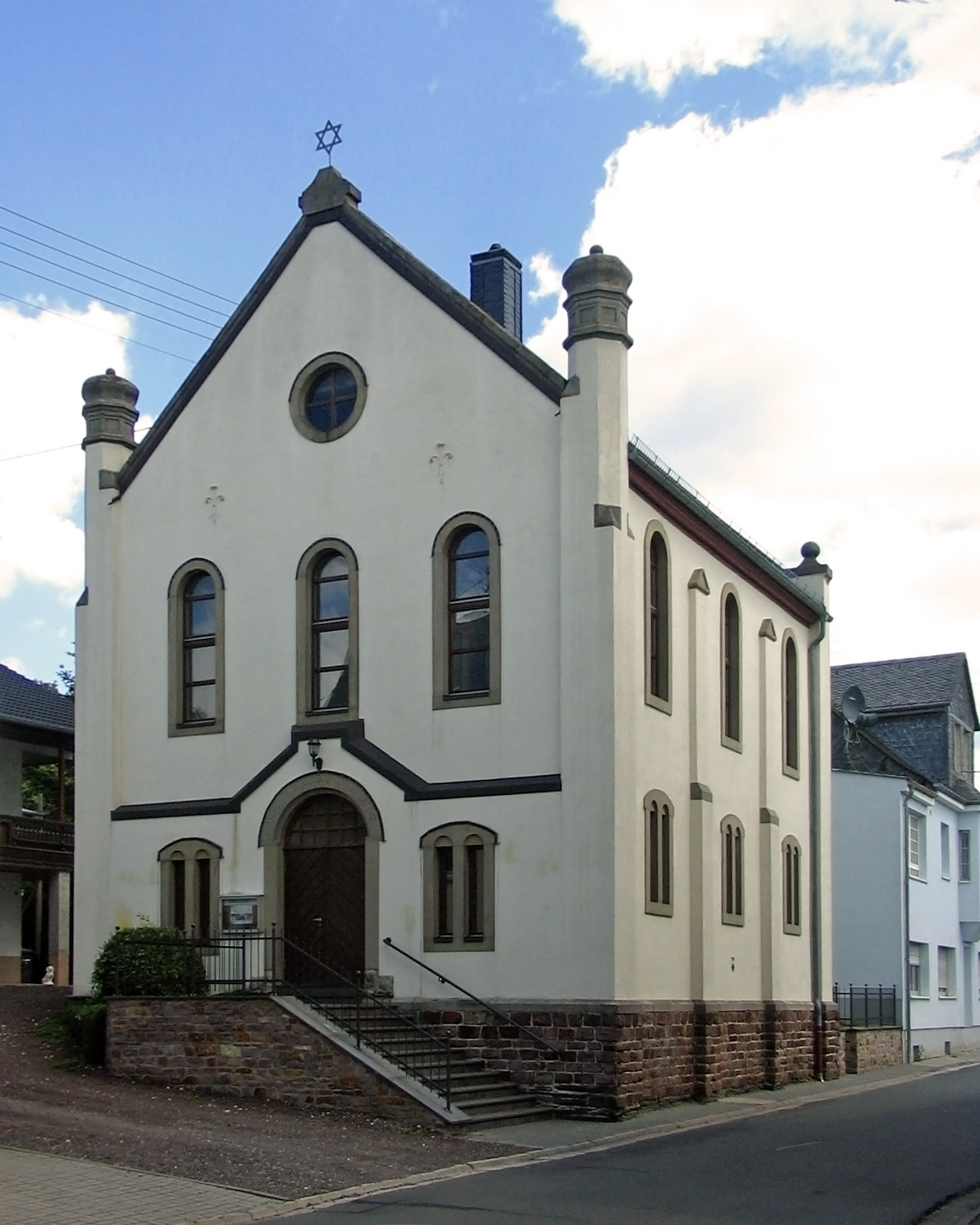
Laufersweiler (1839)
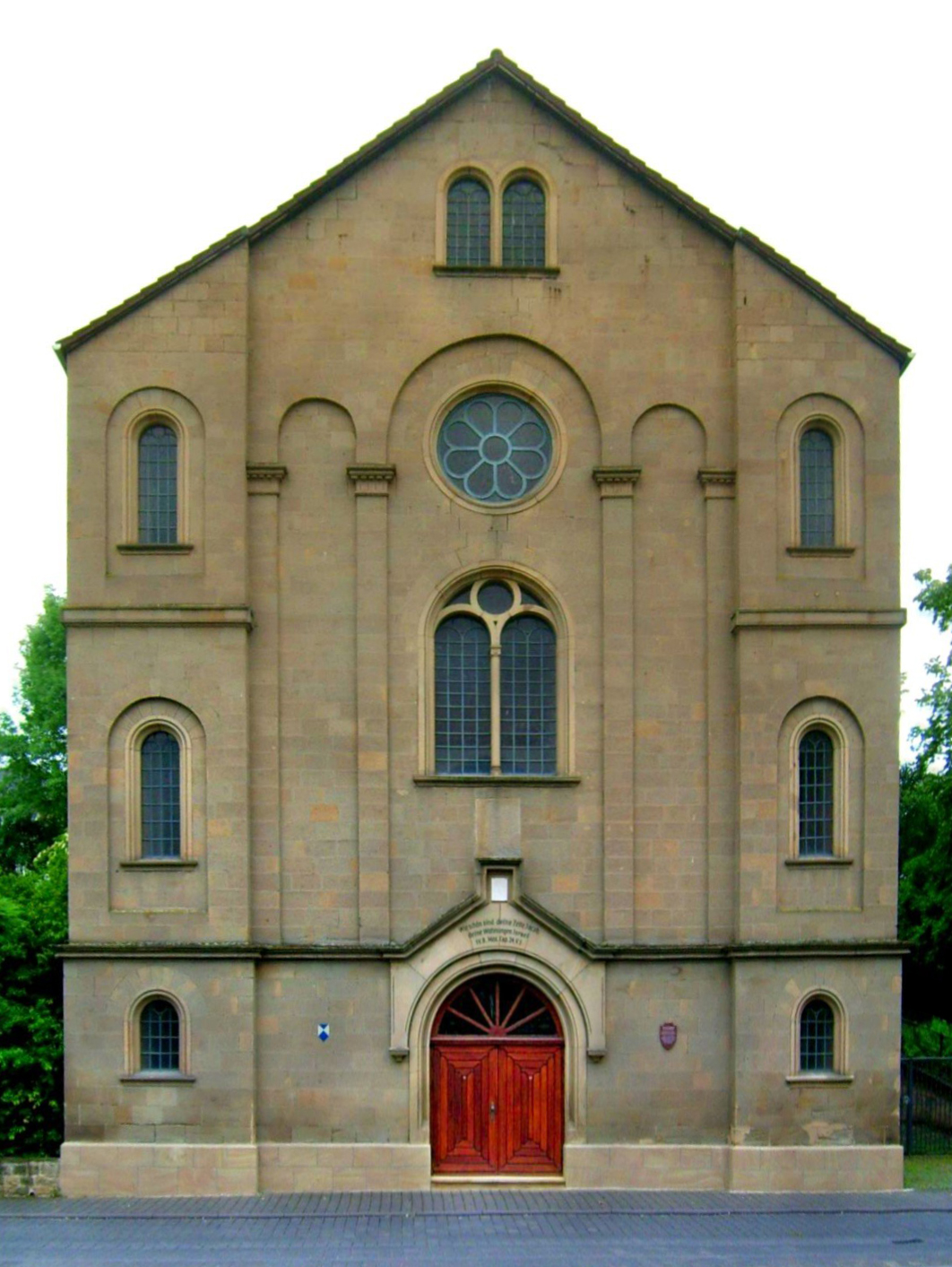
Meisenheim (1866)
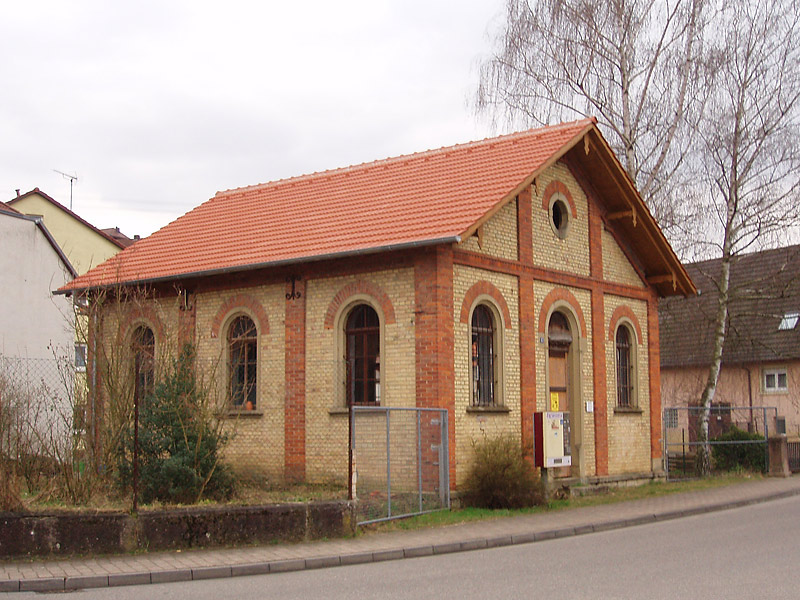
Steinsfurt (1893)

## Gări germane înRundbogenstil

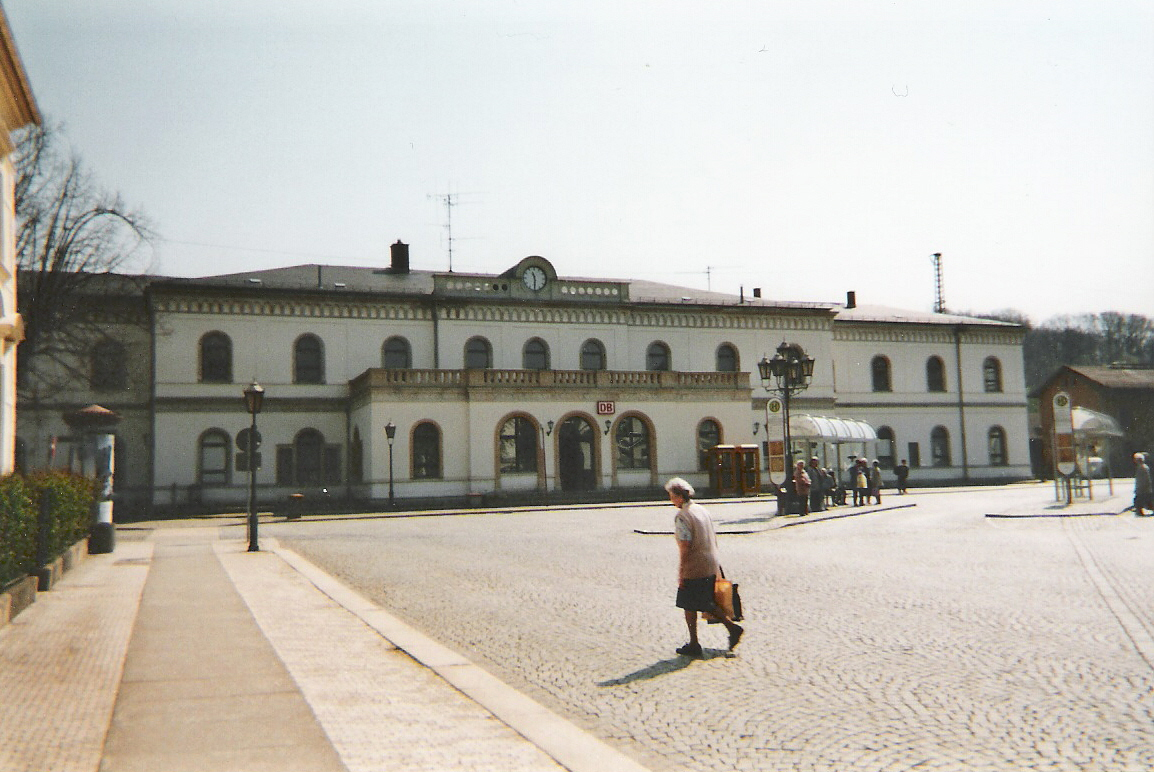
Crimmitschau (1873)
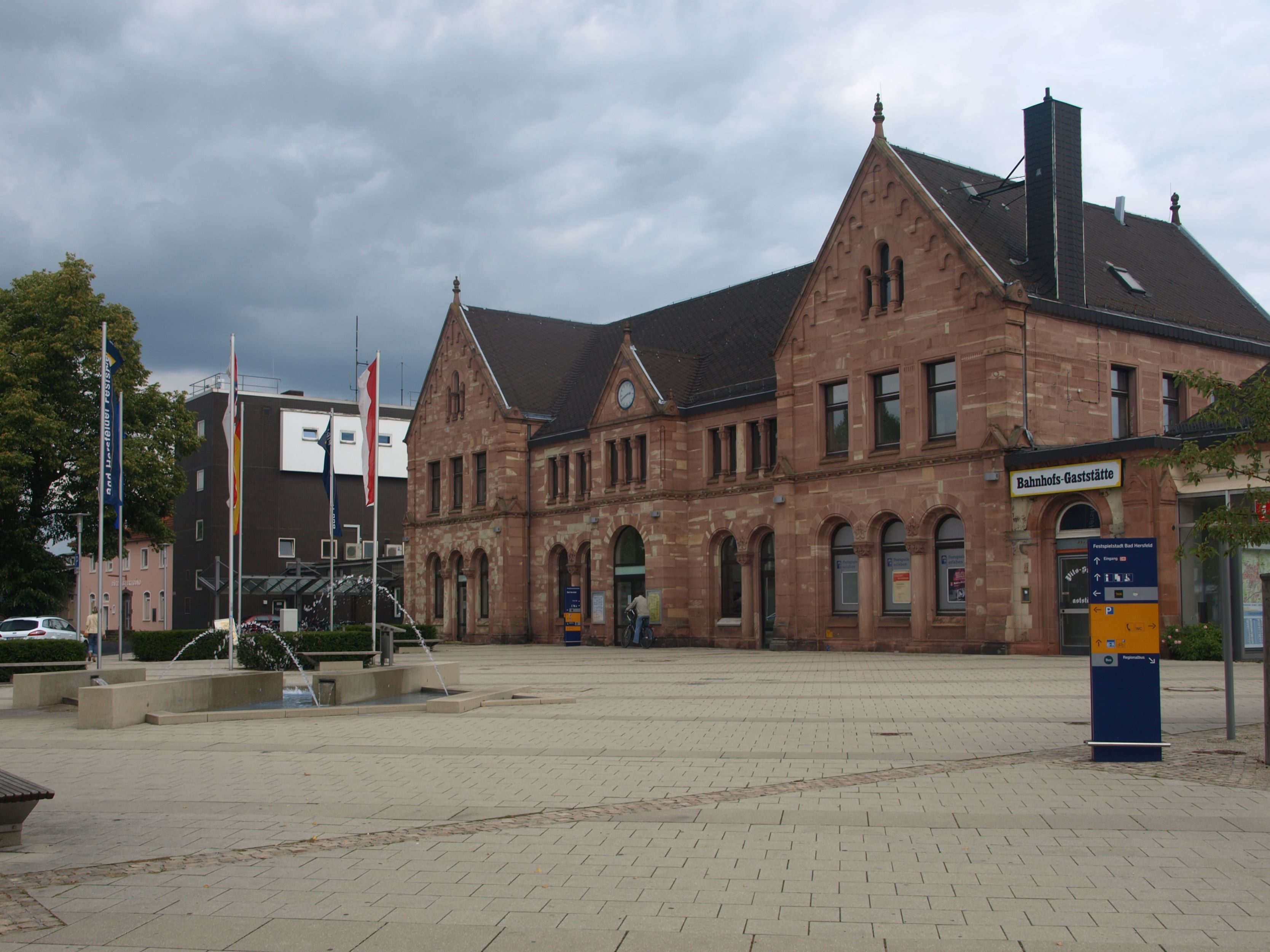
Hersfeld (1883)
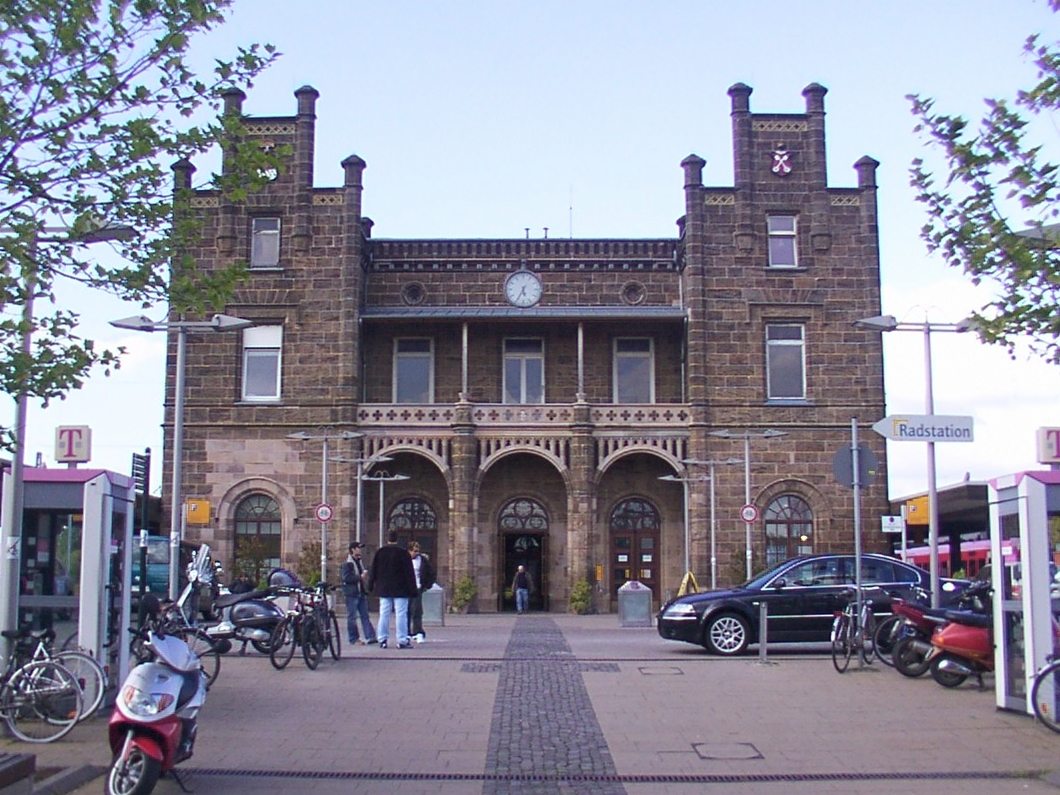
Minden (1847)
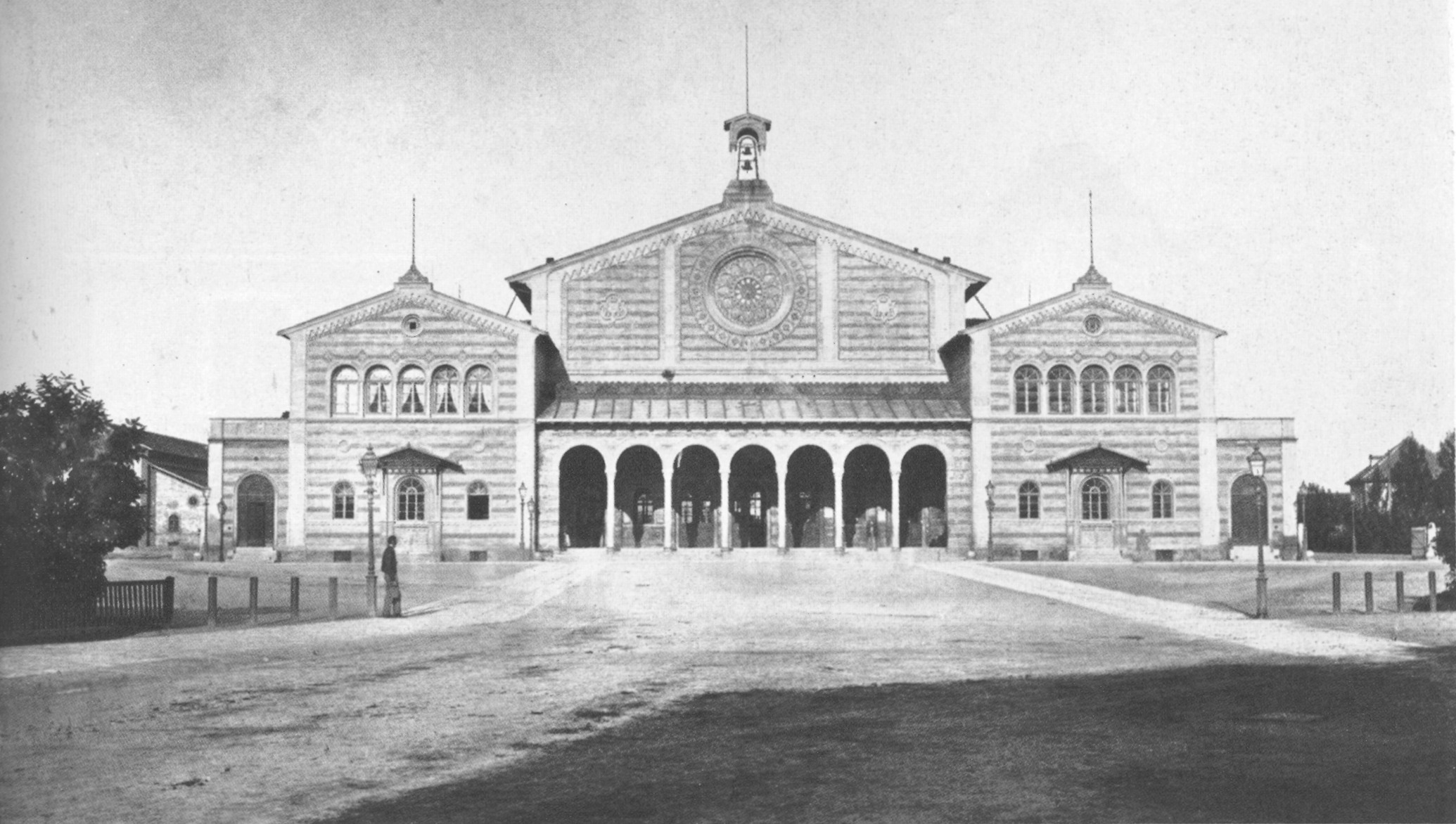
Munchen (1849)

## Rundbogenstilîn New York City

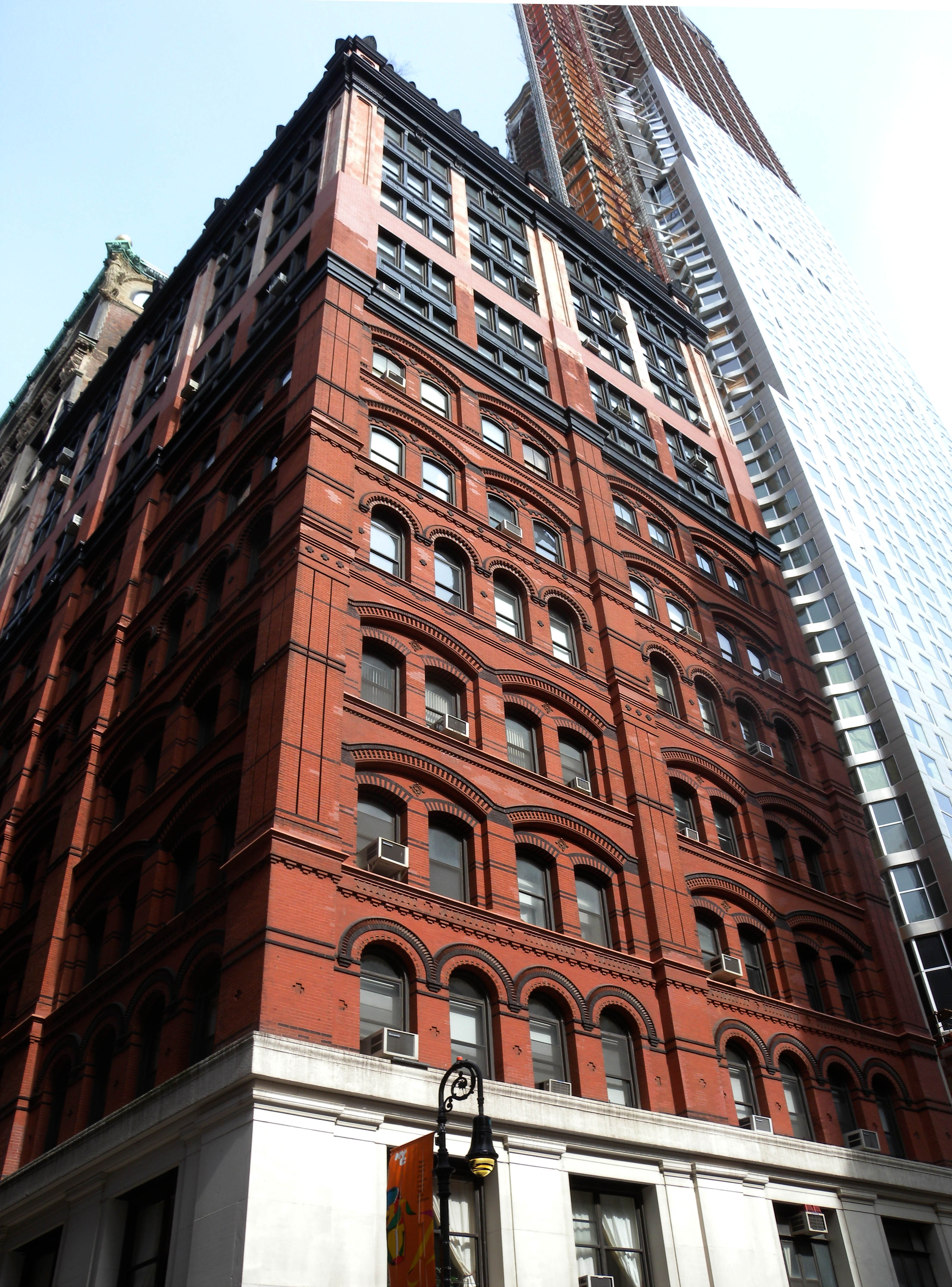
Clădirea Morse de pe strada Nassau, Manhattan (1878–80)
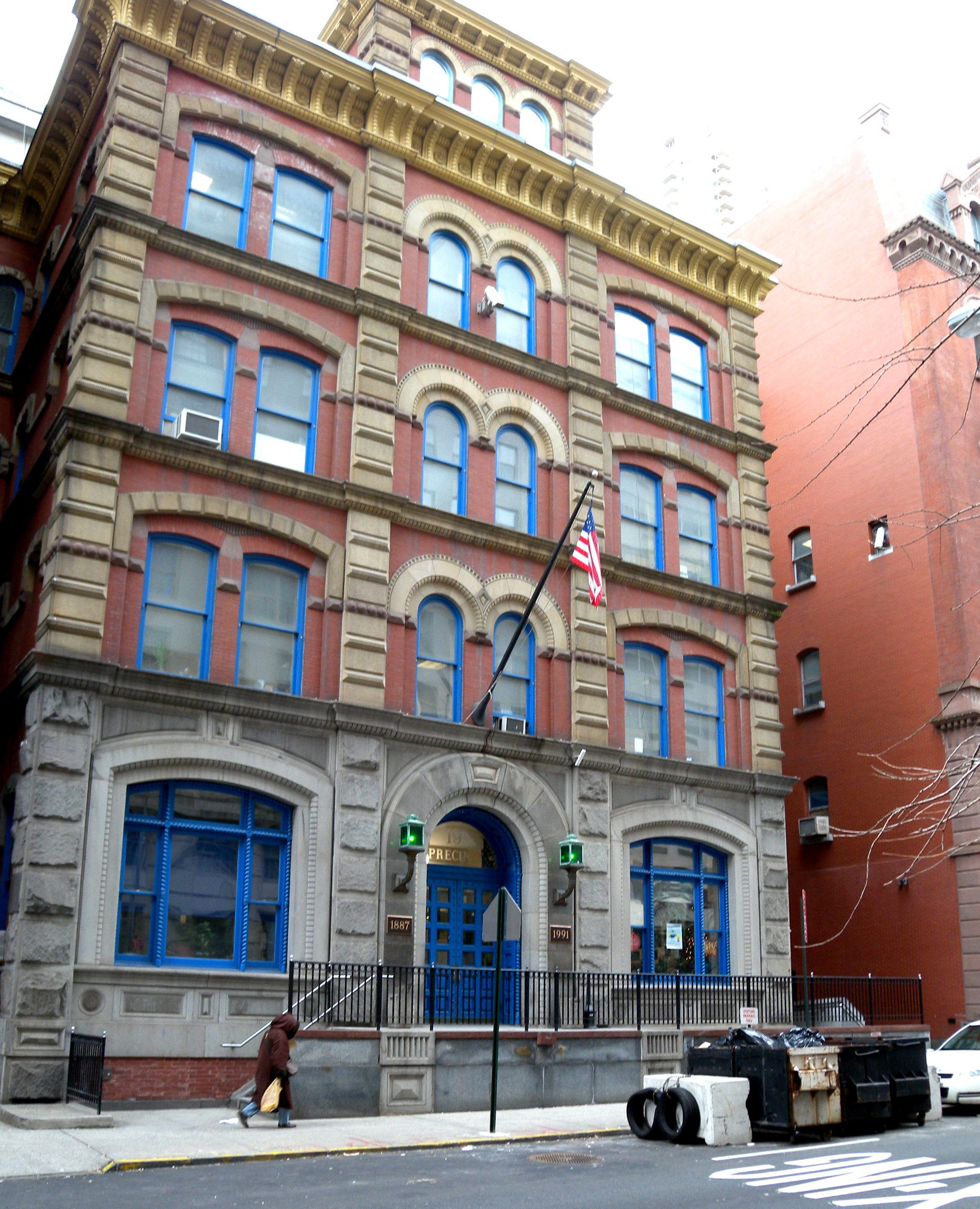
19th Precinct, 153 East 67th Street, Manhattan
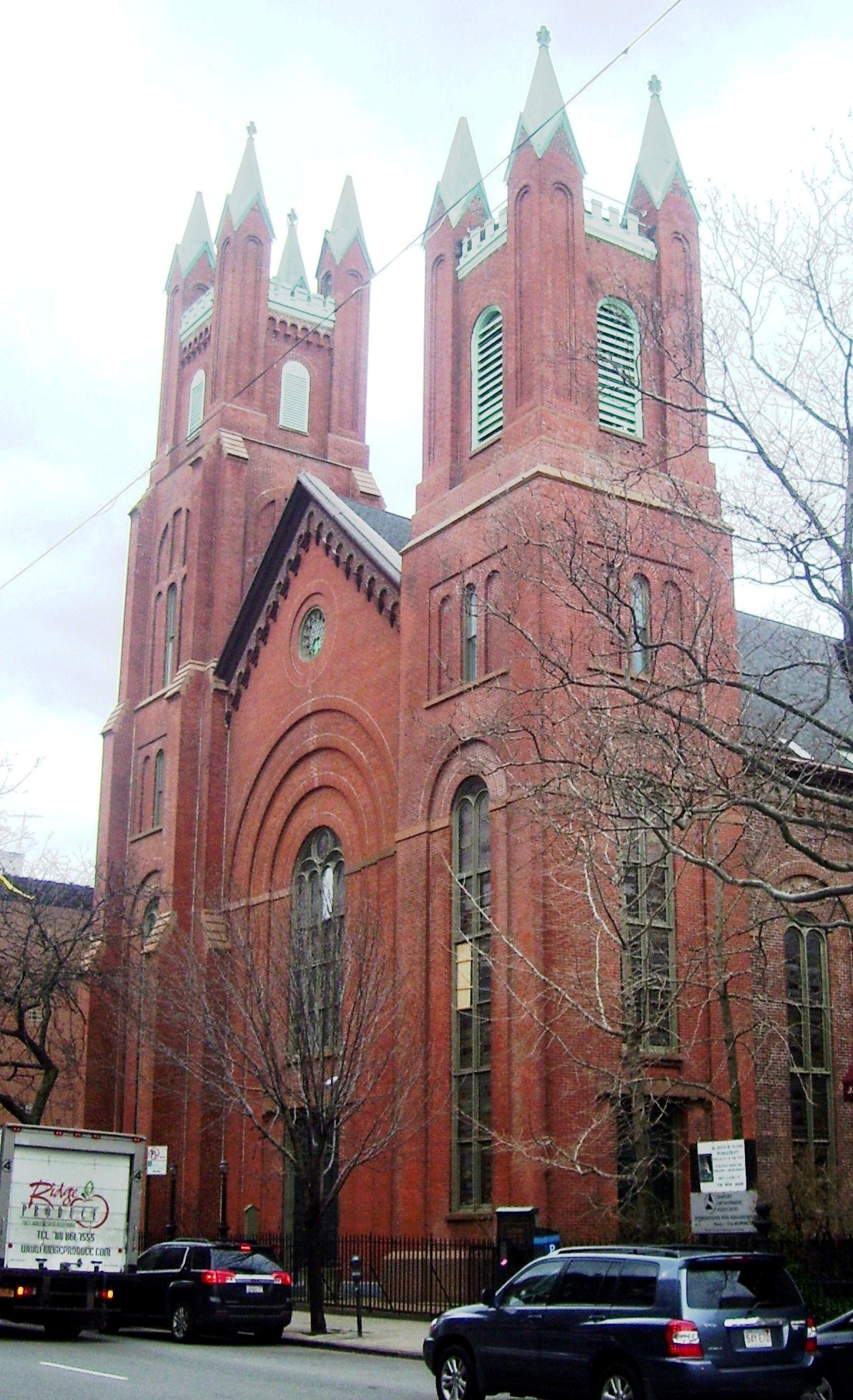
Biserica Congregațională de Sud, Carroll Gardens, Brooklyn (1857)
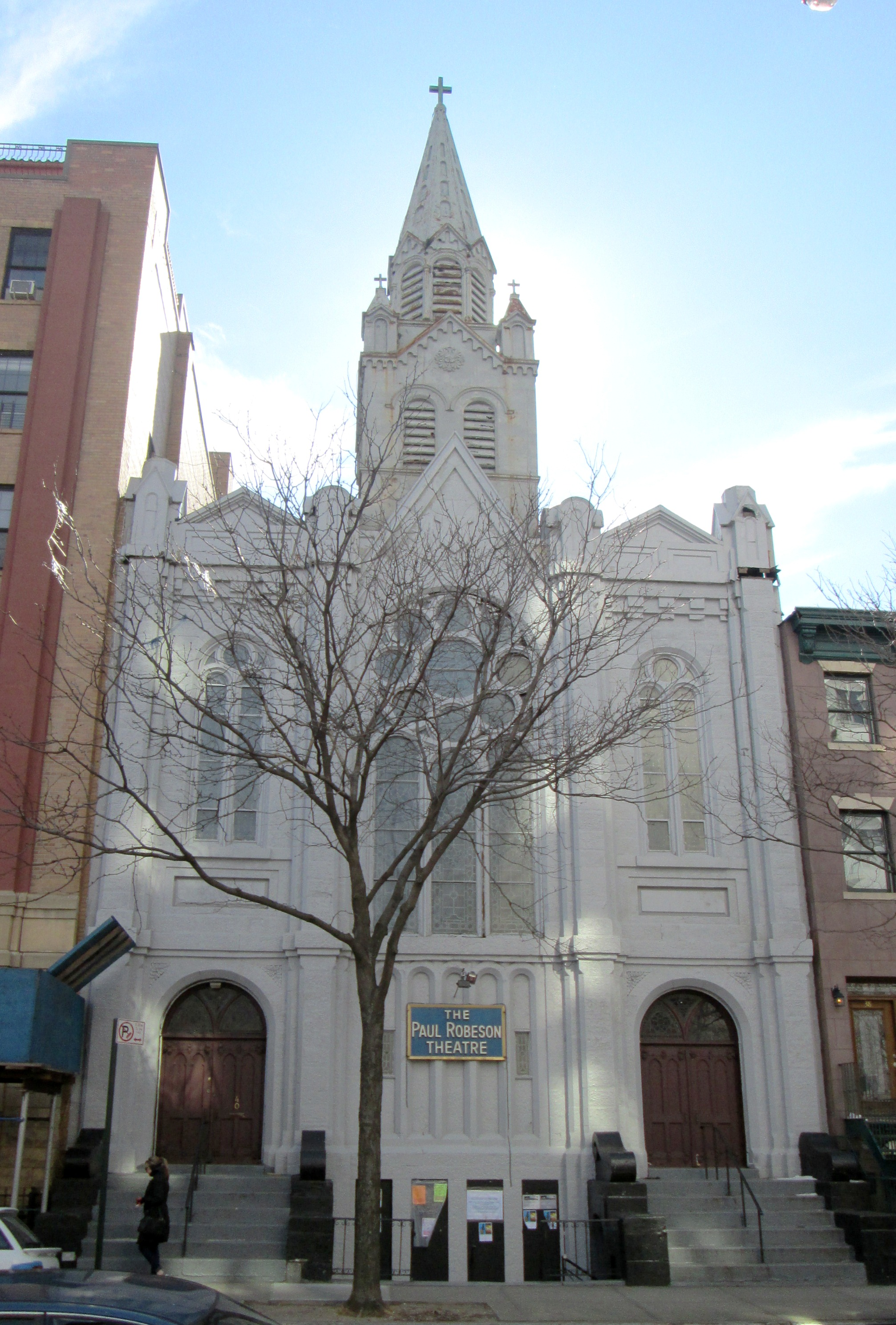
Teatrul Paul Robeson, fosta Biserică a patra universalistă, Fort Greene, Brooklyn (1833–34)
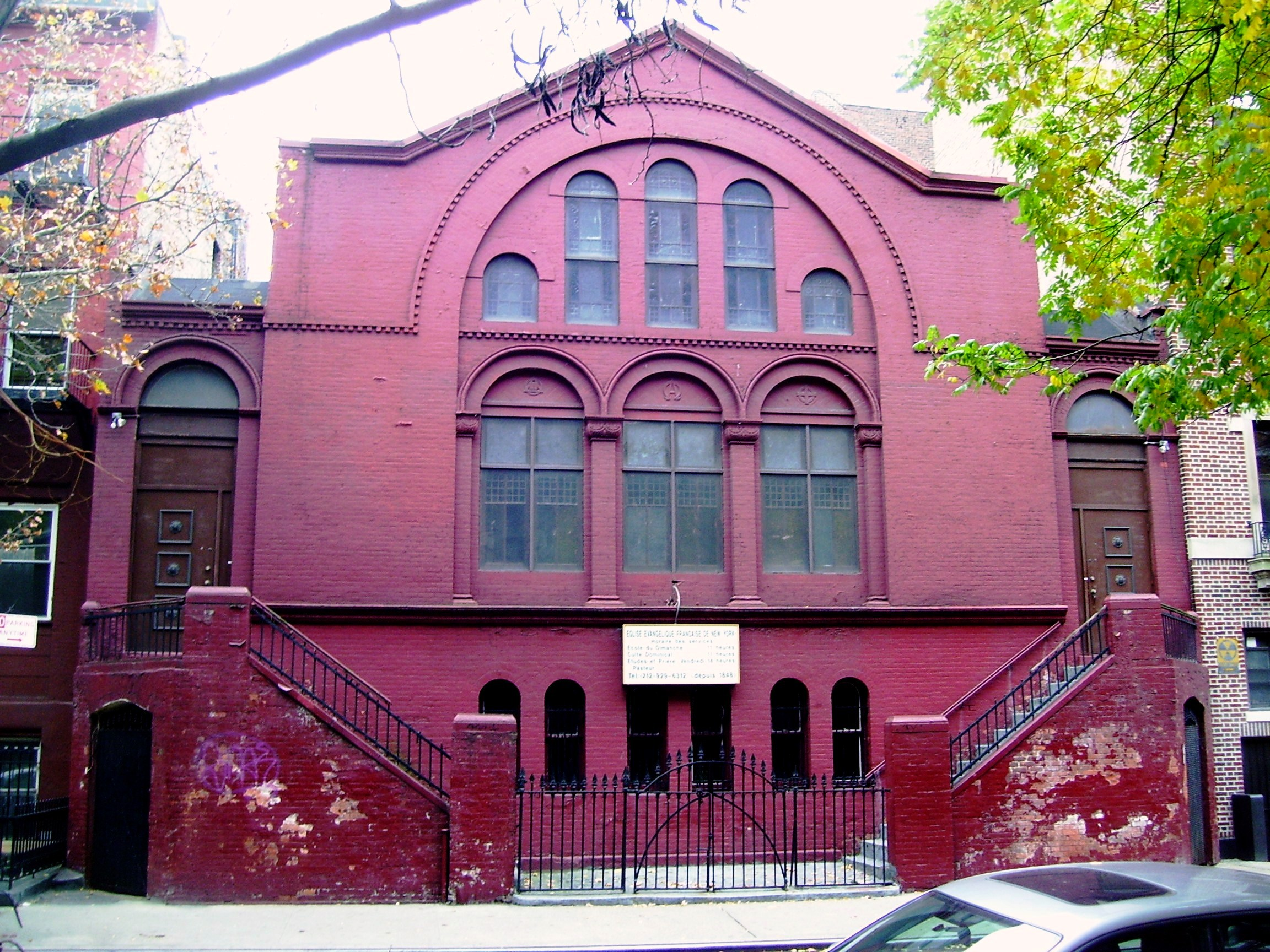
Biserica Evanghelică Franceză, fostă Biserica Apostolică Catolică, 126 West 16th Street, Manhattan (c.1865)
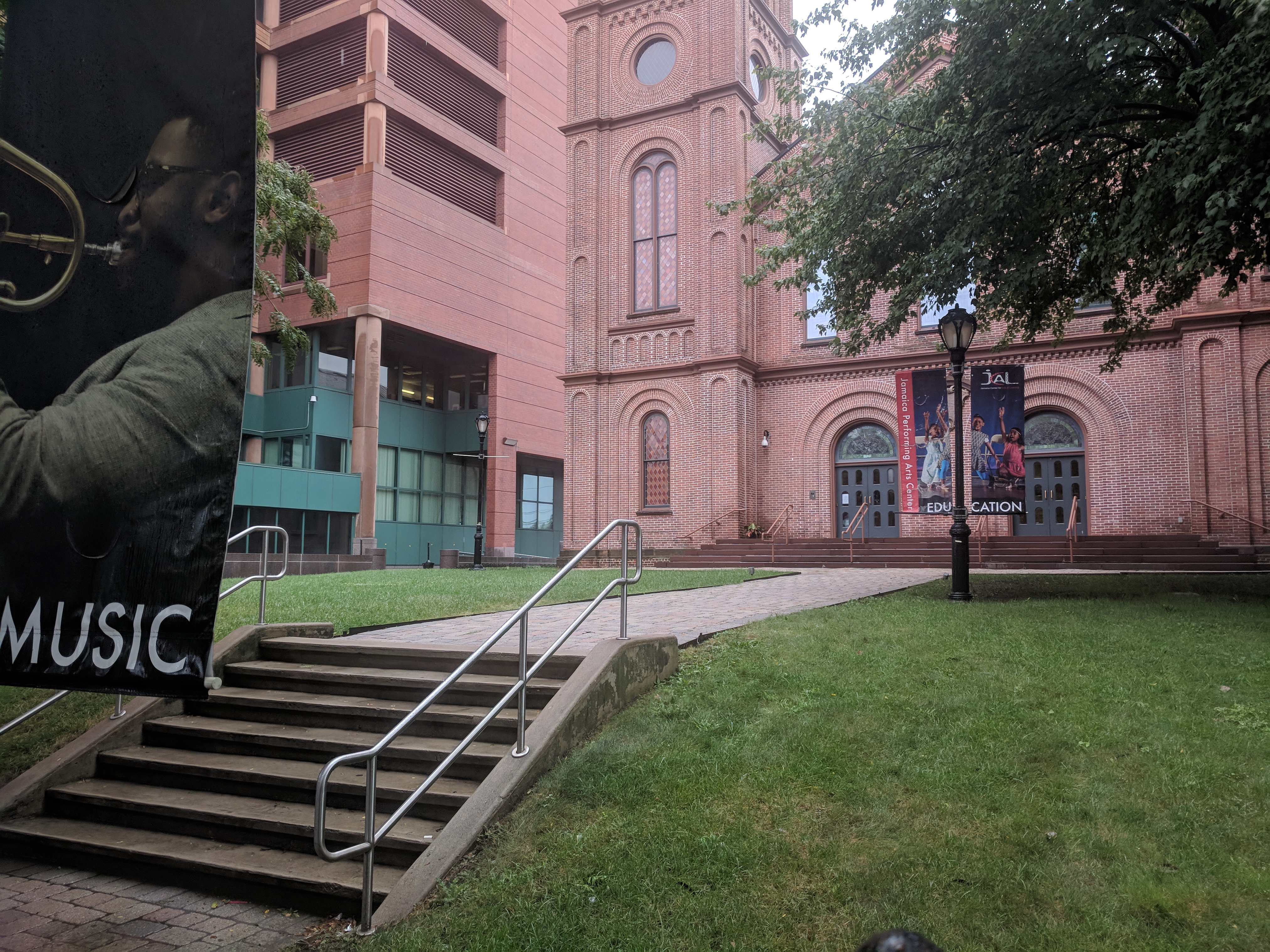
Prima biserică reformată, reconstruită în 1859, Jamaica, Queens

## Rundbogenstilîn Ungaria

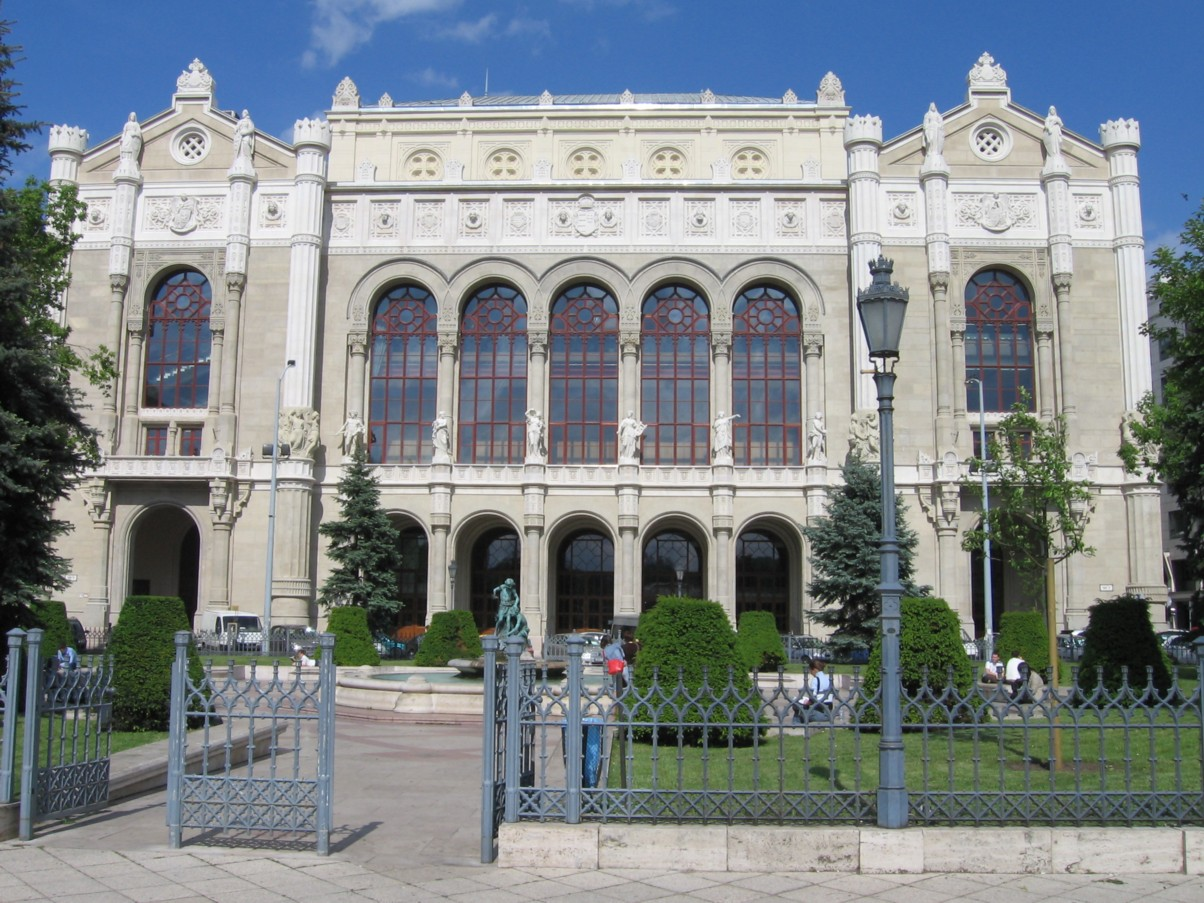
Sala de concerte Vigadó,Budapesta
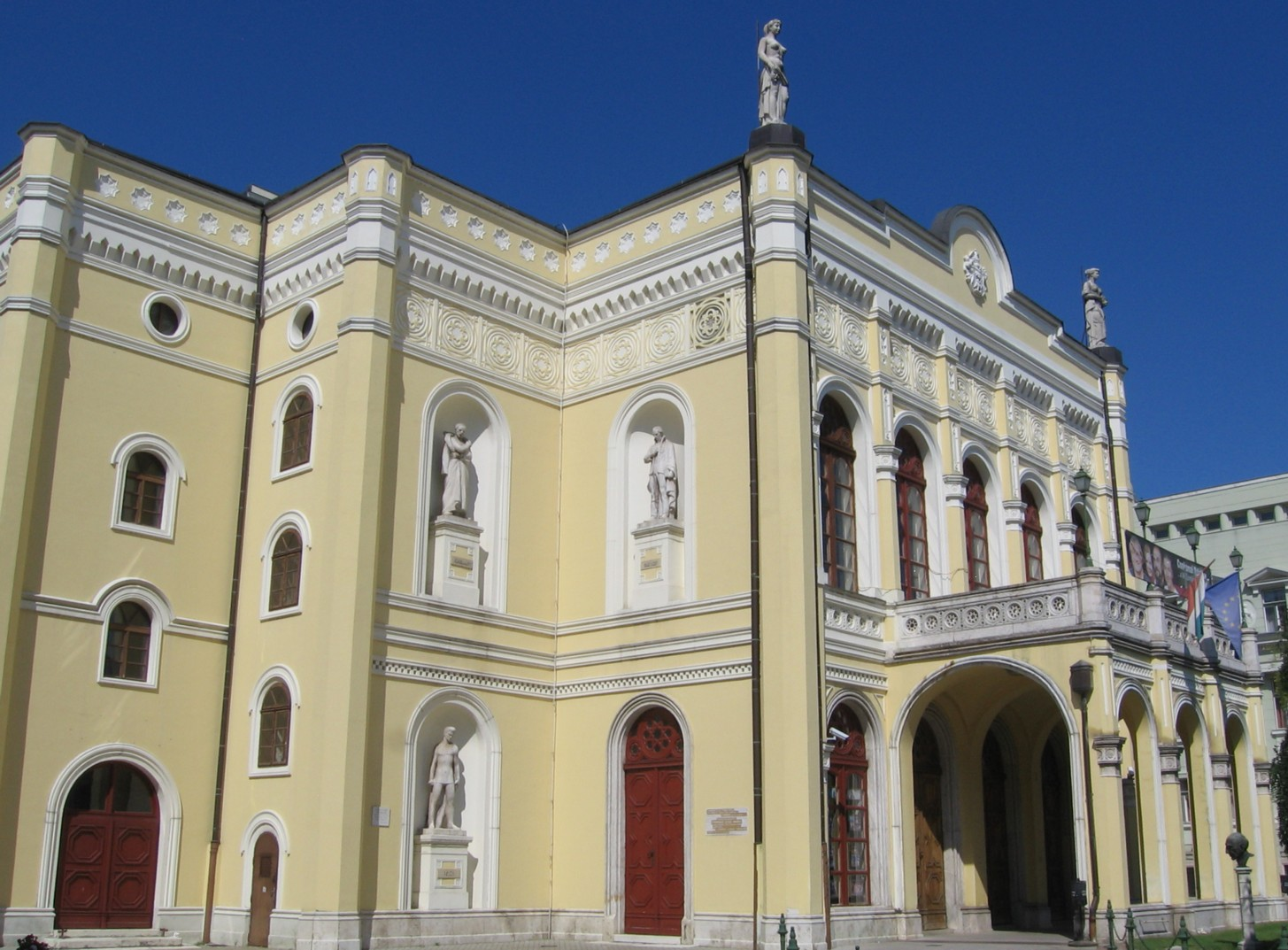
Teatrul Csokonai, Debrecen

## Arhitectura influențată deRundbogenstilîn Anglia

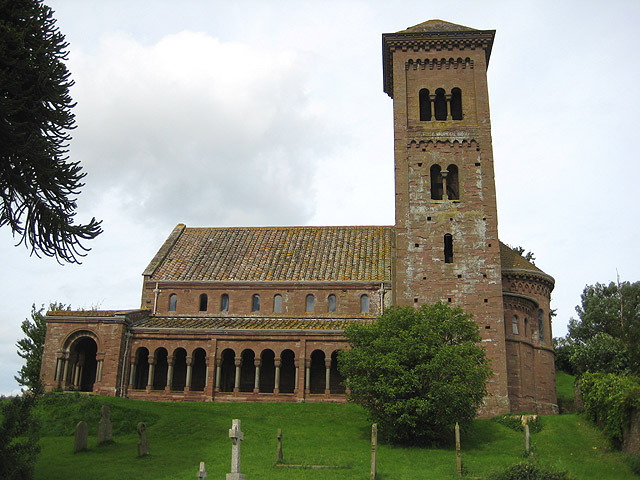
Biserica Sf. Ecaterina, Hoarwithy

## Rundbogenstilîn Belgia
Rundbogenstil a fost, de asemenea, folosit pe scară largă în Belgia, atât pentru clădiri publice, cât și pentru biserici. Un promotor entuziast al neoclasicismului și Rundbogenstil în Belgia a fost arhitectul Lodewijk Roelandt (1786-1864), care a locuit în orașul Gent. Printre realizările sale în Rundbogenstil se numără Biserica Sf. Ana (Sint-Annakerk (Gent)) și școala de echitație Arena Van Vletingen, ambele din Gent, precum și Onze-Lieve-Vrouw-van-Bijstand-der-Christenenkerk (Sint-Niklaas) la Sint-Niklaas.

## Rundbogenstilîn România

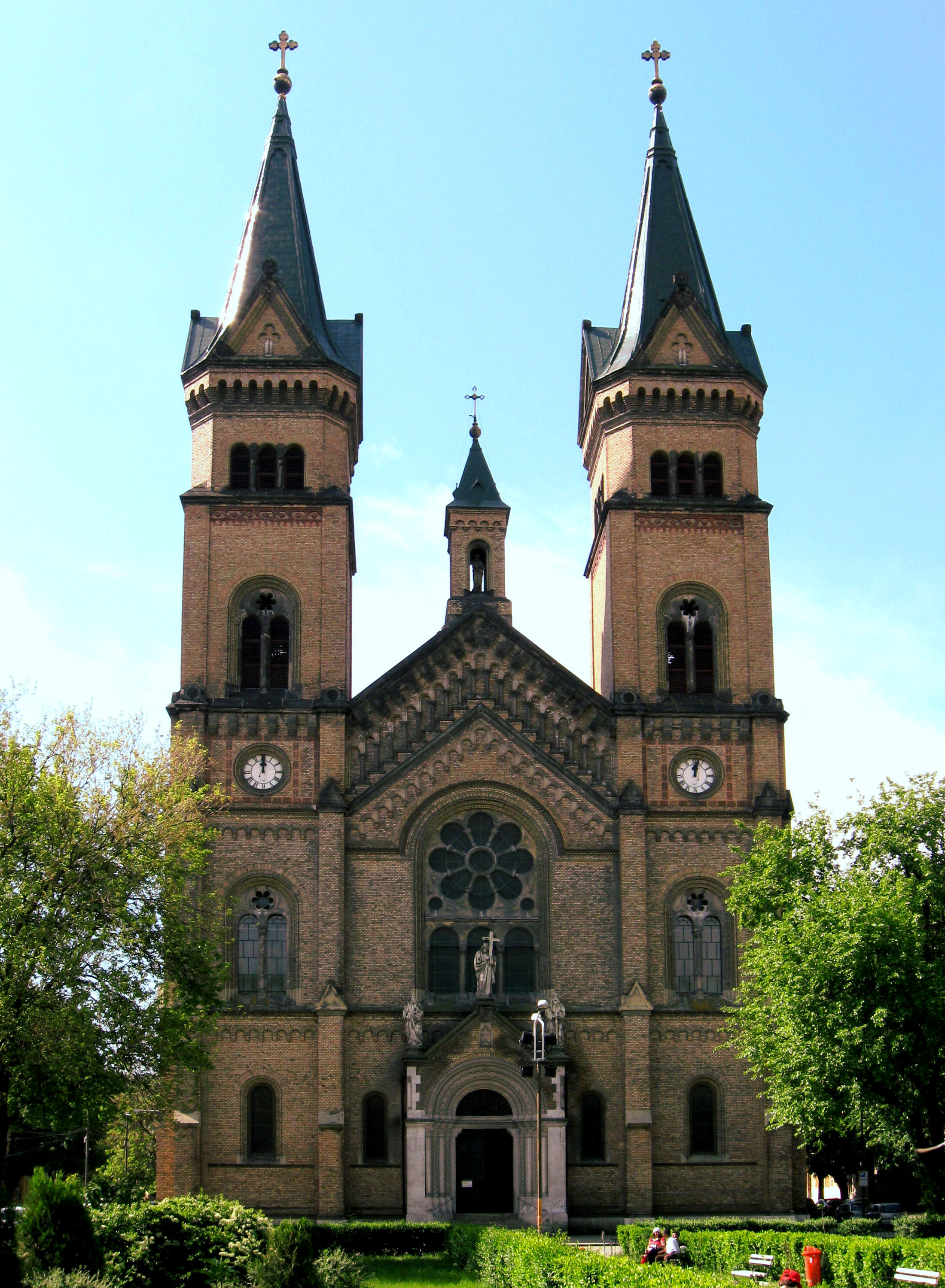
Biserica Millennium din Timișoara
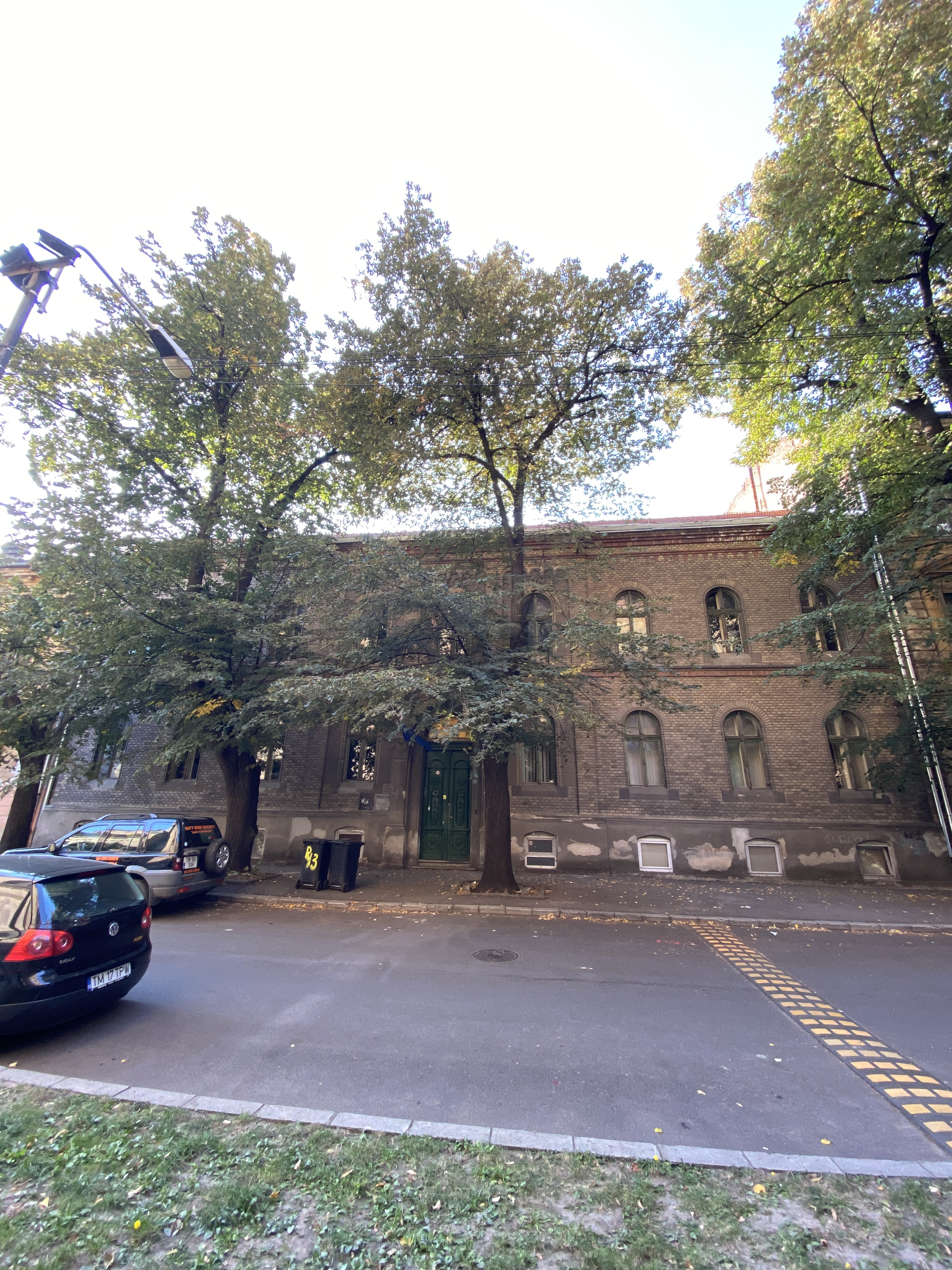
Casa Parohială Romano–Catolică din Fabric, Timișoara
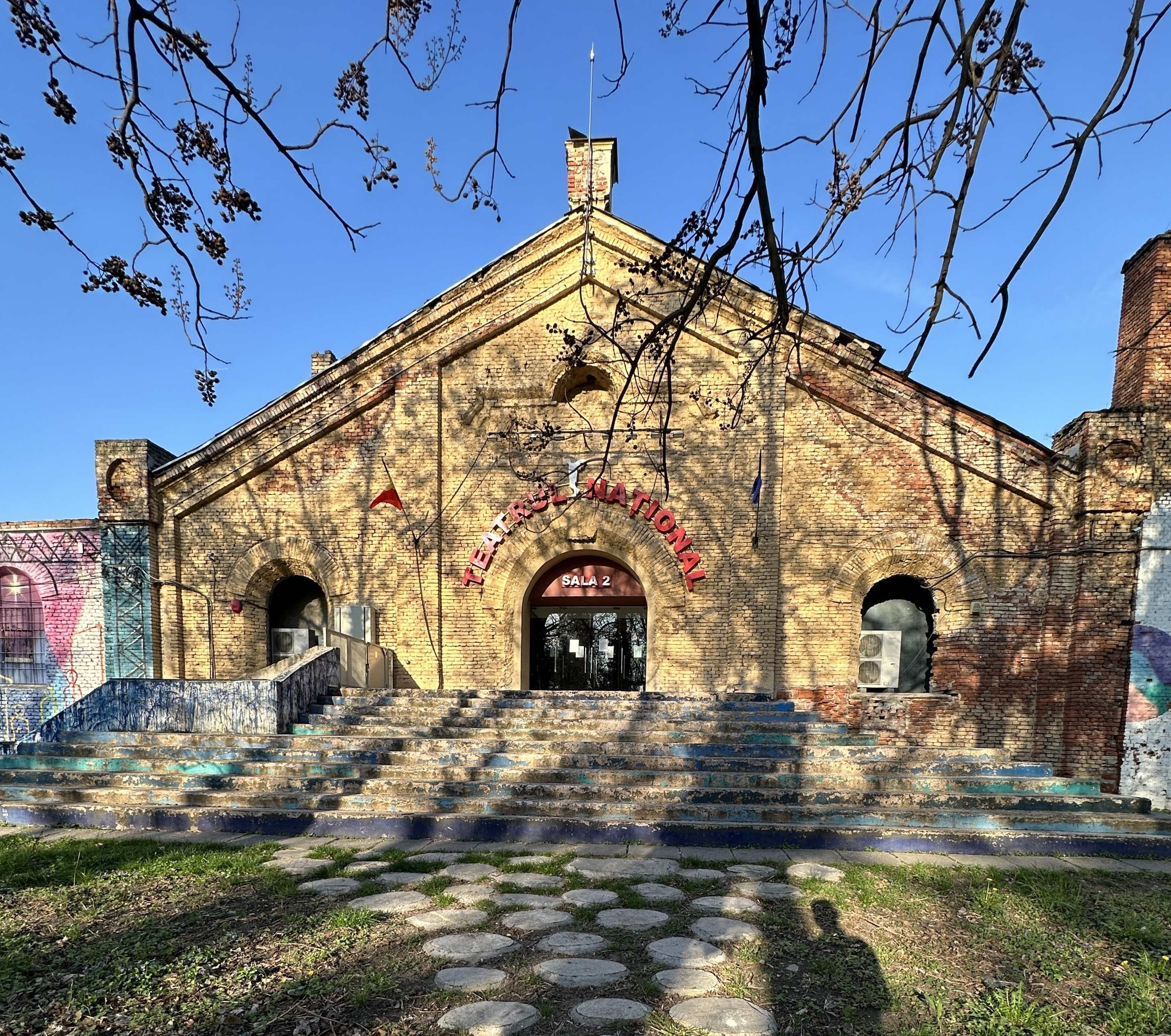
Fostul manej al ofițerilor din Cazarma Transilvania, actuala Sala 2